# Hirson
Hirson est une commune française, située dans le département de l'Aisne en région Hauts-de-France.
Ses habitants s'appellent les Hirsonnais et les Hirsonnaises.

## Géographie

### Localisation
- 1Carte dynamique
- 2Carte OpenStreetMap
- 3Carte topographique

Hirson est limitrophe de la Belgique. Elle est située dans le nord-est du département de l'Aisne, à proximité des départements du Nord et des Ardennes.
Hirson fait partie de la Thiérache. Elle est située à proximité immédiate de deux grandes forêts, la forêt d'Hirson et la forêt de Saint-Michel.

### Géologie et relief
Le point culminant d'Hirson est situé à 268 mètres d'altitude ; le plus bas est à 157 mètres.

### Communes limitrophes
Hirson est limitrophe de huit communes : Éparcy, Buire, Neuve-Maison, Mondrepuis, Anor (Nord), Macquenoise (Belgique), Saint-Michel, Bucilly.

### Hydrographie
La commune est située dans le bassin Seine-Normandie. Elle est drainée par l'Oise, le Gland, le Fosse Burt, le cours d'eau 01 de Neuve-Forge, le cours d'eau 01 du Bois de Catelét, le cours d'eau 01 du Pays Bayard, le fossé 02 de la commune de Hirson, le fossé 02 de la commune de Saint-Michel, le fossé 02 du Bois de Catelét, le fossé 04 de la commune de Hirson, le fossé 05 de la commune de Hirson, le fossé 05 de la commune de Saint-Michel, le fossé 12 de la commune de Hirson, le fossé 18 de la commune de Saint-Michel, le fossé du Bois Hirson, le fossé du Vieux Fourneau, le ruisseau de Blangy, le ruisseau de la Marquette, le ruisseau de Saint-Hubert et divers autres petits cours d'eau,.
L'Oise prend sa source en Belgique, à 309 mètres d'altitude, dans l'ancienne commune de Forges et se jette dans la Seine à 20 mètres d'altitude, au Pointil en rive droite et en aval du centre de Conflans-Sainte-Honorine dans le département des Yvelines. D'une longueur 341 kilomètres, elle est presque entièrement navigable et bordée de canaux sur 104 kilomètres. Les caractéristiques hydrologiques de l'Oise sont données par la station hydrologique située sur la commune. Le débit moyen mensuel est de 4,99 m3/s. Le débit moyen journalier maximum est de 151 m3/s, atteint lors de la crue du 7 janvier 2011. Le débit instantané maximal est quant à lui de 188 m3/s, atteint le même jour.
Le Gland, d'une longueur de 37 km, prend sa source dans la commune de Regniowez et se jette  dans l'Oise (rive gauche) sur la commune, après avoir traversé huit communes.

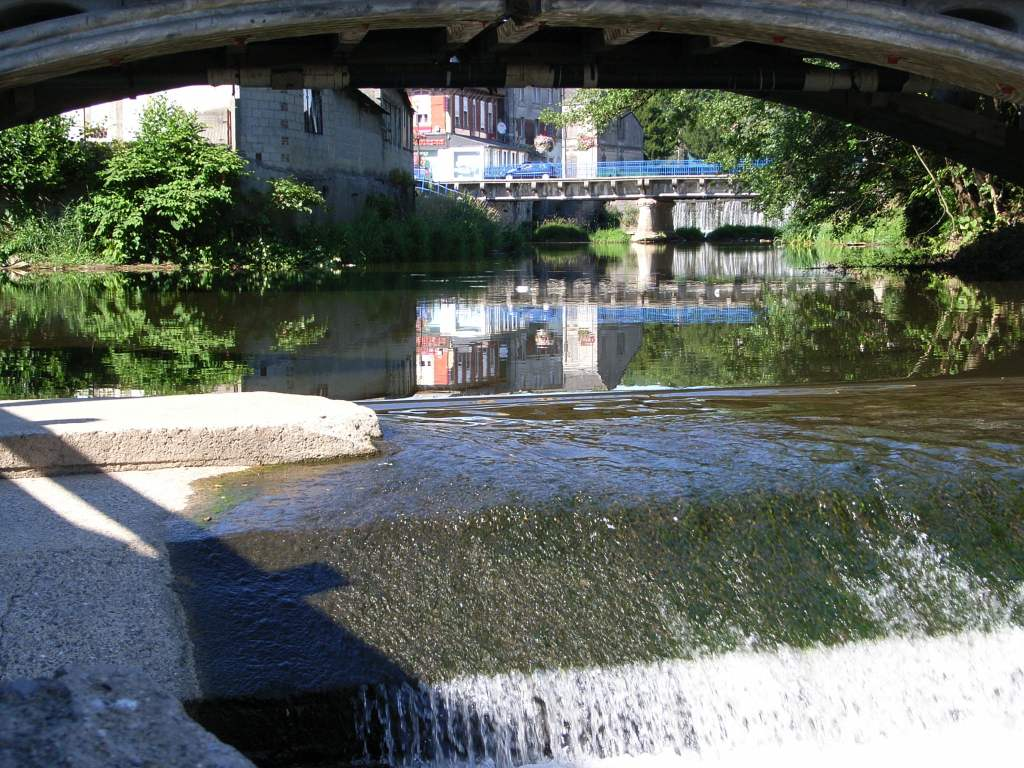
L'Oise à Hirson.
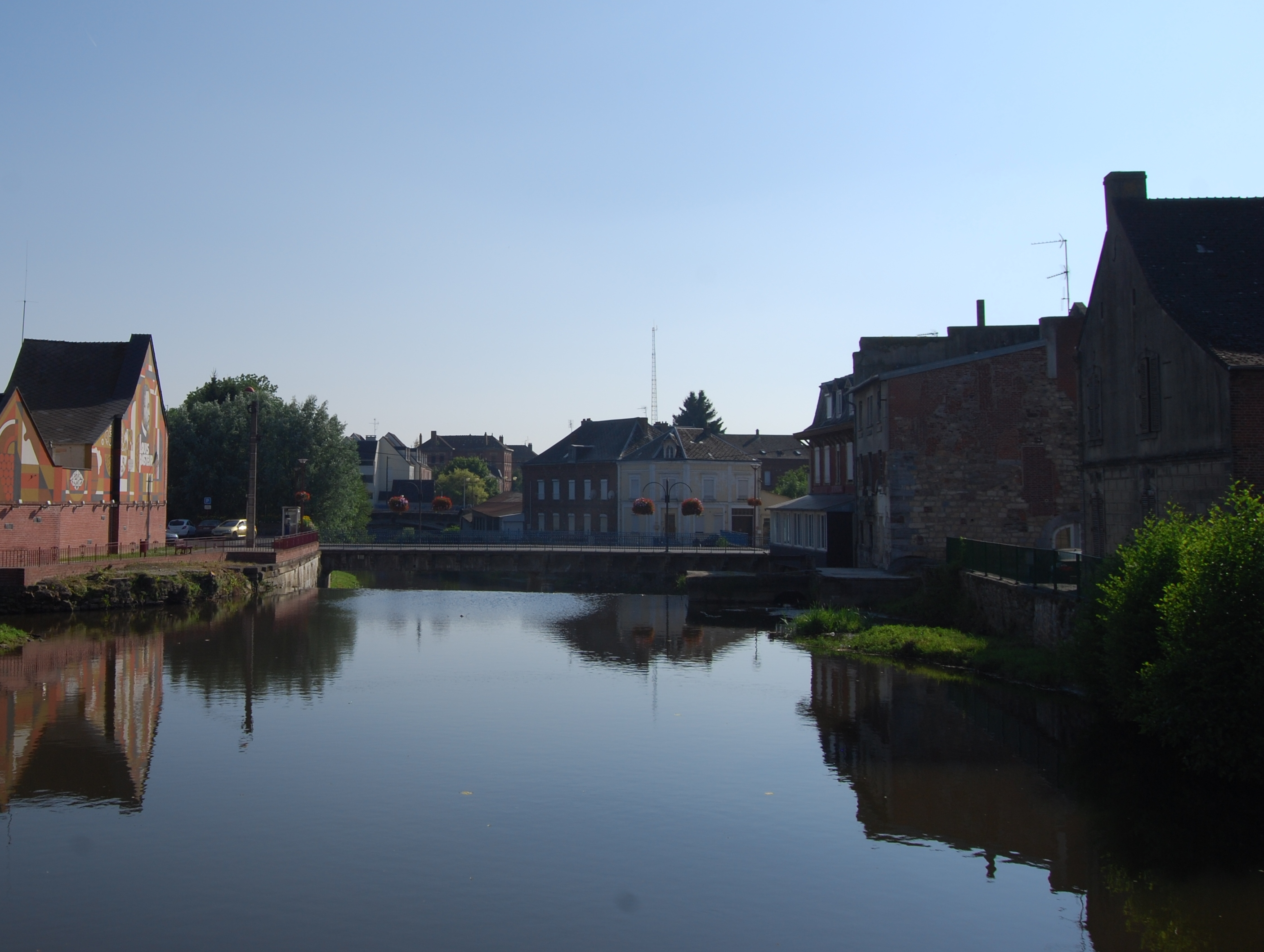
Le Gland.

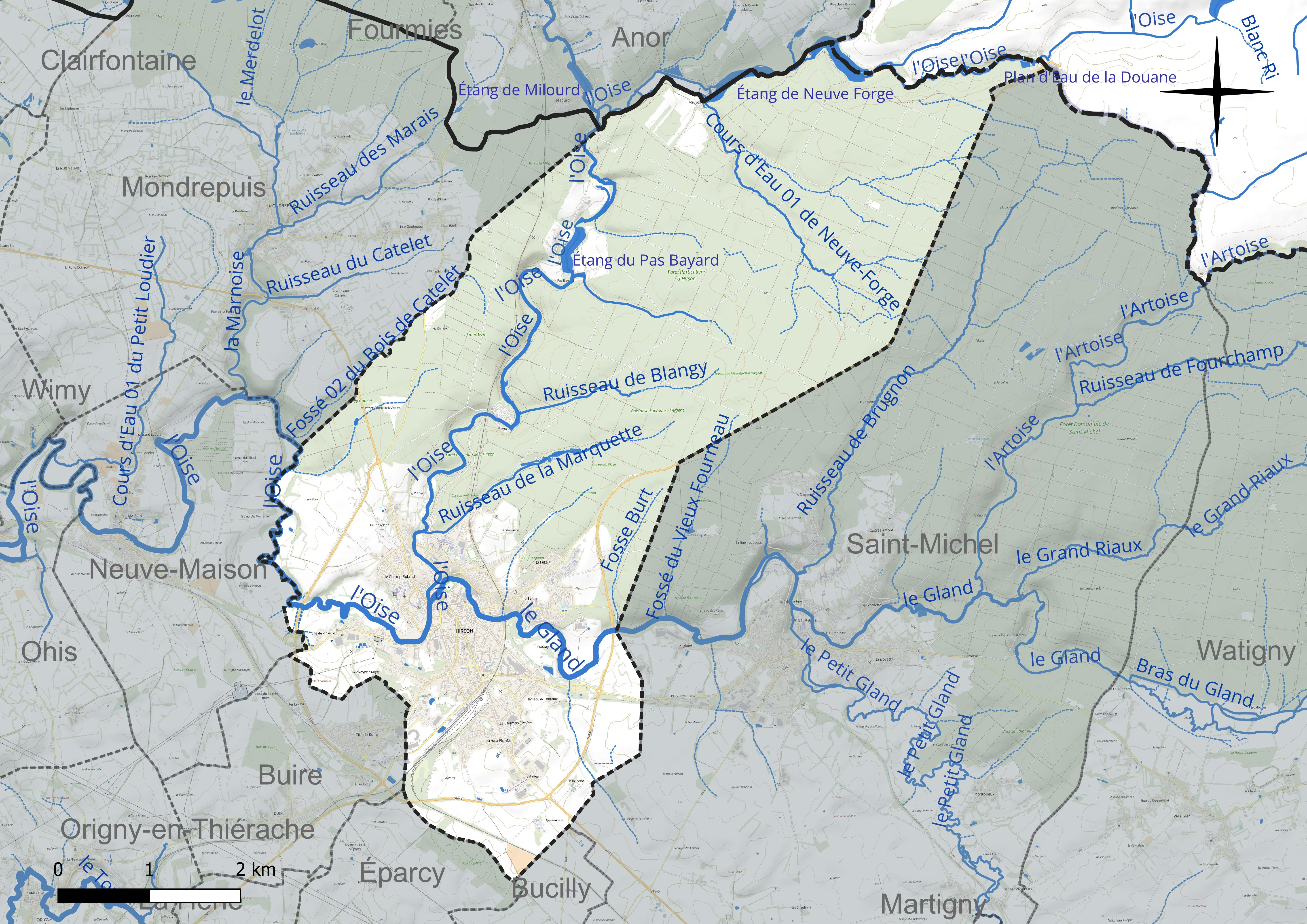
Réseau hydrographique d'Hirson.

Cinq plans d'eau complètent le réseau hydrographique : le plan d'eau 1 de la Douane (0,2 ha), le plan d'eau de la Douane (0,6 ha), l'étang de la Lobiette, d'une superficie totale de 11,8 ha (7,6 ha sur la commune), l'étang de Neuve Forge, d'une superficie totale de 8,9 ha (3,4 ha sur la commune) et l'étang du Pas Bayard (6,9 ha),.

### Climat
Pour des articles plus généraux, voir Climat des Hauts-de-France et Climat de l'Aisne.
En 2010, le climat de la commune est de type climat des marges montagnardes, selon une étude du CNRS s'appuyant sur une série de données couvrant la période 1971-2000. En 2020, Météo-France publie une typologie des climats de la France métropolitaine dans laquelle la commune est exposée à un climat océanique altéré et est dans la région climatique Nord-est du bassin Parisien, caractérisée par un ensoleillement médiocre, une pluviométrie moyenne régulièrement répartie au cours de l'année et un hiver froid (3 °C).
Pour la période 1971-2000, la température annuelle moyenne est de 9,6 °C, avec une amplitude thermique annuelle de 15,4 °C. Le cumul annuel moyen de précipitations est de 899 mm, avec 13,1 jours de précipitations en janvier et 10 jours en juillet. Pour la période 1991-2020, la température moyenne annuelle observée sur la station météorologique la plus proche, située sur la commune de Fontaine-lès-Vervins à 15 km à vol d'oiseau, est de 10,5 °C et le cumul annuel moyen de précipitations est de 826,3 mm,. Pour l'avenir, les paramètres climatiques de la commune estimés pour 2050 selon différents scénarios d'émission de gaz à effet de serre sont consultables sur un site dédié publié par Météo-France en novembre 2022.

### Voirie
Hirson compte plusieurs quartier et lieux-dits : Blangy, la Briquetterie, le Centre-Ville, le Champ-Roland, les Champs-Élysées, le Nouveau Siècle, le Plain, le Taillis, la Verrerie, le Pas-Bayard, la Douane.

### Transport

#### Rail
Hirson possède un deuxième point d'arrêt SNCF, la gare d'Hirson-Écoles, construit pour desservir le lycée Joliot-Curie. Le point d'arrêt est desservi pendant la période scolaire aux heures d'entrée et de sortie de cours par des trains Laon-Fourmies.

#### Route

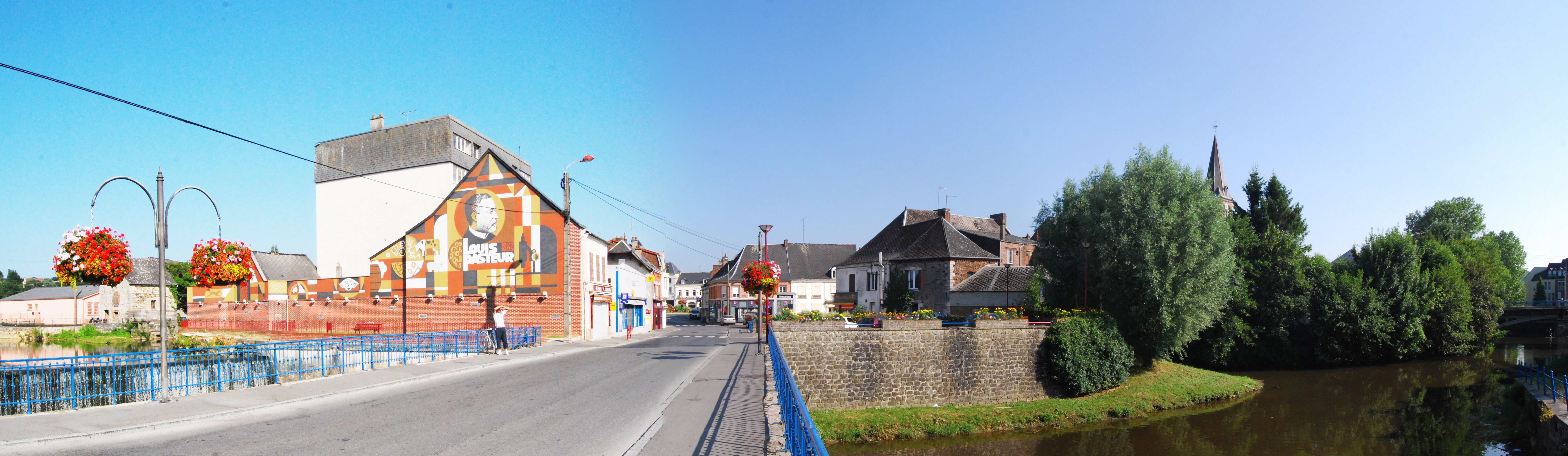
Pont au-dessus du Gland.

Hirson est située sur le tracé de la RN 43 (originellement RN 39). Depuis son transfert dans la voirie départementale, elle a été déclassée en RD 1043 (pour la partie axonaise). Depuis l'ouverture du contournement d'Hirson par le sud le 18 janvier 2000, la partie de la RN 43 correspondant à la traversée de la commune avait été déclassée en voirie communale. La RN 43 fait d'Hirson un point de passage entre Cambrai et Charleville-Mézières.
Hirson se situe également sur la RD 963 qui mène à Vervins où elle rejoint la RN2 qui mène à Laon, Soissons et Paris, et la RD 1050, qui mène à la frontière belge (Macquenoise) puis se prolonge sur le territoire belge vers Chimay et Charleroi.

## Urbanisme

### Typologie
Au 1er janvier 2024, Hirson est catégorisée petite ville, selon la nouvelle grille communale de densité à 7 niveaux définie par l'Insee en 2022.
Elle appartient à l'unité urbaine de Hirson, une agglomération intra-départementale dont elle est ville-centre,. Par ailleurs la commune fait partie de l'aire d'attraction d'Hirson, dont elle est la commune-centre,. Cette aire, qui regroupe 26 communes, est catégorisée dans les aires de moins de 50 000 habitants,.

### Occupation des sols
L'occupation des sols de la commune, telle qu'elle ressort de la base de données européenne d'occupation biophysique des sols Corine Land Cover (CLC), est marquée par l'importance des forêts et milieux semi-naturels (64,6 % en 2018), une proportion identique à celle de 1990 (64,6 %). La répartition détaillée en 2018 est la suivante : 
forêts (63,8 %), prairies (11,2 %), zones urbanisées (8,8 %), terres arables (8,7 %), zones industrielles ou commerciales et réseaux de communication (4,3 %), zones agricoles hétérogènes (2,4 %), milieux à végétation arbustive et/ou herbacée (0,8 %).
L'évolution de l'occupation des sols de la commune et de ses infrastructures peut être observée sur les différentes représentations cartographiques du territoire : la carte de Cassini (XVIIIe siècle), la carte d'état-major (1820-1866) et les cartes ou photos aériennes de l'IGN pour la période actuelle (1950 à aujourd'hui).

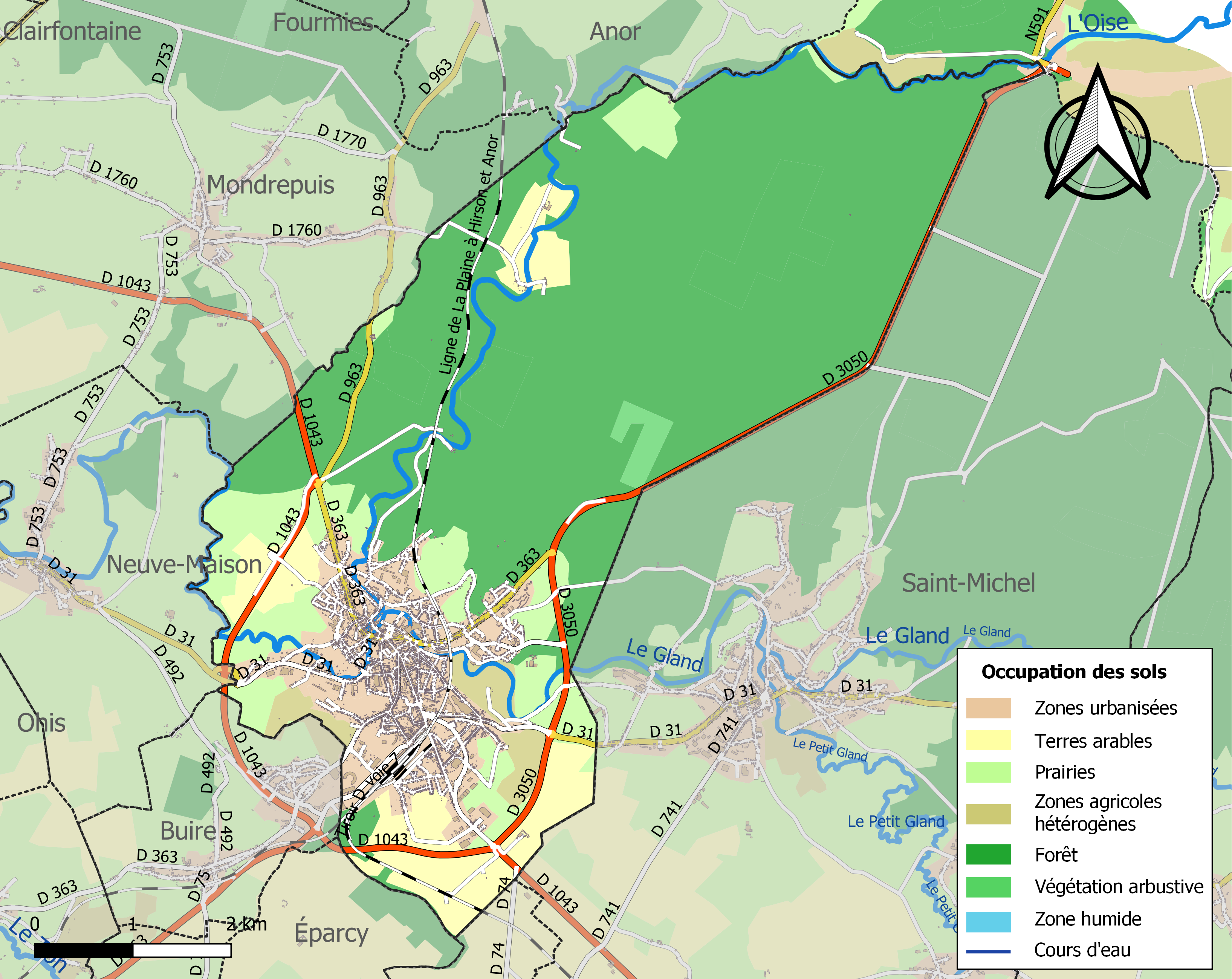
Carte de l'occupation des sols de la commune en 2018 (CLC).

## Toponymie

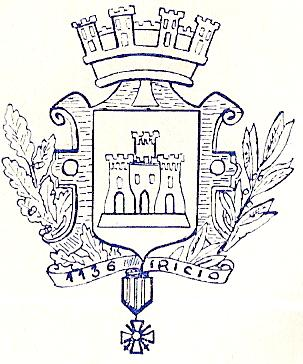
Blason d'Hirson avec la mention Iricio 1136.

- Iricio, 1136 (cartulaire de l'abbaye de Clairfontaine, d'après Adrien de Valois)
- Irezun, 1183 (suppl. de D. Grenier, 289, Bibliothèque impériale)
- Terra Yricionis, 1187 (cartulaire de l'abbaye de Bucilly, fo 6)
- Yrizun, 1189 (cartulaire de l'abbaye de Clairfontaine, d'après Adrien de Valois)
- Ericon, 1234 (cartulaire de l'abbaye de Saint-Michel, fo 221)
- Hirechon, 1243 ; Yrechun, 1262 (cartulaire de la seigneurie de Guise, fos 246 et 148)
- Yrechon-in-Therasca, 1261 ; Irechon, XIIIe siècle (cartulaire de l'abbaye de Bucilly, fos 7, 84)
- Hyrecon, 1271 (cartulaire de l'abbaye de Foigny, fo 218, Bibliothèque impériale)
- Yrecon-en-Thiérasche, 1323 (cartulaire de la seigneurie de Guise, fo 33)
- Heircon, Heirson, Herson, 1328 (cartulaire de l'abbaye de Thenailles, fos 217 et 219)
- Ireson, 1352 (cartulaire de l'abbaye de Thenailles, fo 67)
- Hyrechon, 1335 ; Yrechon-en-Therasche, 1379 (cartulaire de la seigneurie de Guise, fos 186, 308)
- Yresson, 1405 (archives de l'Empire J801, no 1)
- Yrson, 1498 ; Hirsson, 1543 (comptes de l'Hôtel-Dieu de Laon, E 29, E 70)
- Hiresson, 1567 (archives de la ville de Guise)
- Herysson, 1576 (archives communales d'Hirson)
- Hyresson, 1612 (terrier de Sorbais)
- Hirson-en-Thiérasche, 1632 (tit. des Minimes de Laon)
- Irson, 1650 (archives du Dépôt de la guerre, Correspondance militaire, 119, pièce 344)
- Notre-Dame-d'Hirson-en-Thiérache, 1758 (bailliage de Ribemont, B13).

Selon l'étude de la première formulation du toponyme, : « Iricio », le toponyme proviendrait du latin ericius, qui signifie hérisson, ou actuellement, du picard hirchon, qui désigne le même animal.

## Histoire

### Protohistoire

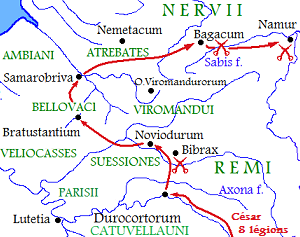
Le territoire des Rèmes (REMI) lors de la bataille de l'Aisne en -57.

Les importants et les plus anciens vestiges découverts dans le canton d'Hirson, ceux de Macquenoise et de Mondrepuis (dit du Catelet), révèlent la présence de deux camps antiques. Le deuxième est certainement d'origine celtique du type éperon barré (visible sur les photos aériennes du site).
Du matériel lithique fut découvert sur le territoire de la commune d'Hirson.
Les Nervi peuplaient le département du Nord et le Hainaut belge actuels. Les Rémi occupaient les territoires actuels du Laonnois, l'arrondissement de Vervins, le département des Ardennes et l'arrondissement de Reims.

### Antiquité
Situé aux confins des territoires de deux peuples belges marquants, la région d'Hirson était occupée par les Nervi, décrits comme sauvages par Jules César qui conquit cette région en 57 av. J.-C., et par les Rémi, alliés de César.
Des pièces de monnaie et des vestiges gallo-romains ont été mis au jour sur le territoire de la commune d'Hirson.

### Moyen Âge
Des sépultures franques ont été retrouvées sur le territoire de la commune[réf. nécessaire].
Hirson n'apparaît véritablement que vers le Xe siècle. Elle portait à l'époque le nom de Iricio,. Le lieu se signalait par l'existence d'un château fort, situé sur un promontoire rocheux au confluent de l'Oise et du Gland, à l'emplacement actuel du musée. Propriété des seigneurs de Guise, ce château ne fut jamais occupé que par des châtelains, officiers dépendant de ces seigneurs.
En 945, Héresinde, épouse du seigneur Eilbert de Ribemont, vassal du comte de Vermandois Albert Ier le Pieux († 943) fonde à Saint-Michel un ermitage pour des moines écossais ou irlandais venus de l'abbaye Saint-Vincent de Laon. Par la suite, ces moines adoptèrent la règle bénédictine.

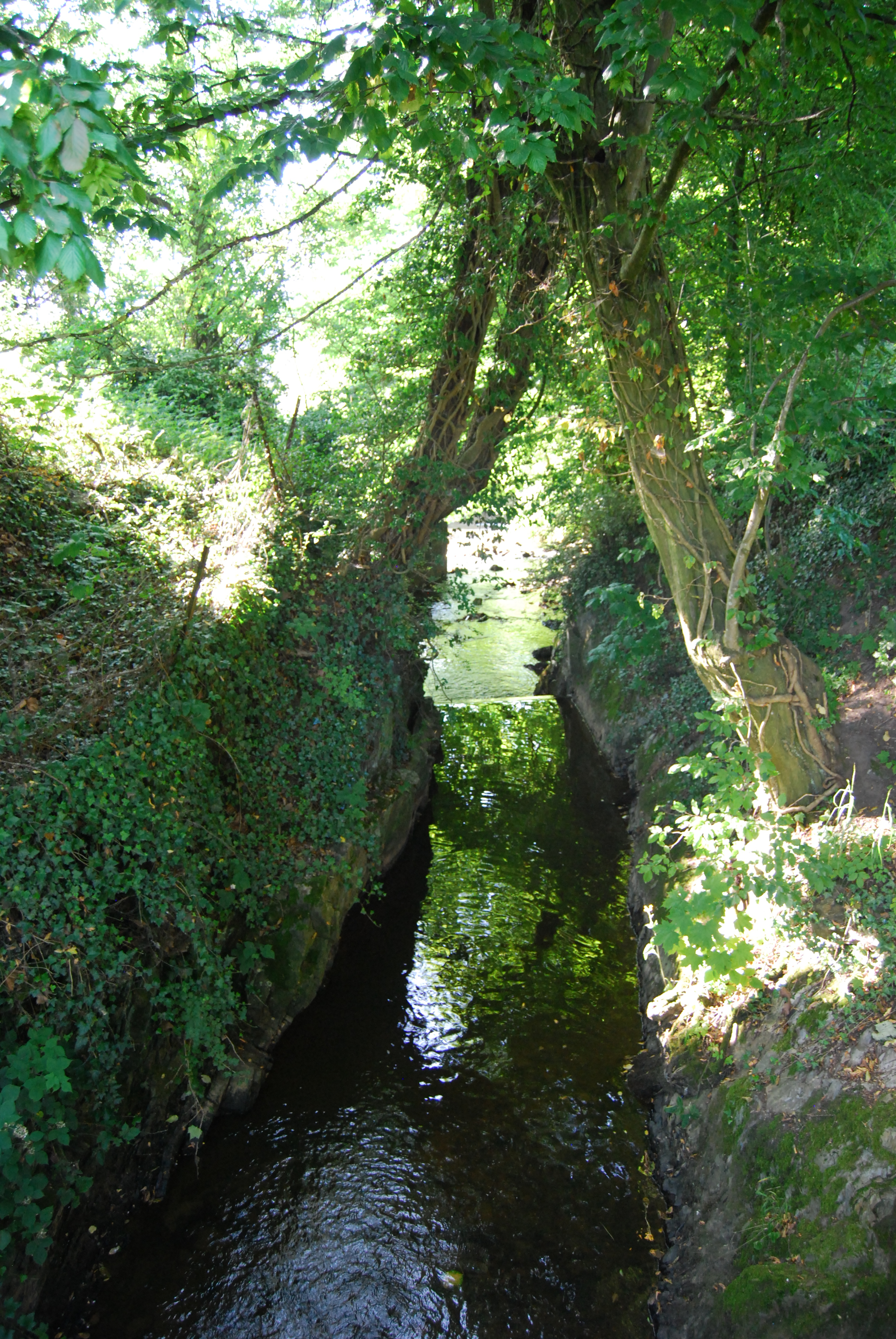
Canal creusé au Xe siècle pour relier l'Oise au Gland et former l'île Notre-Dame.

Au Xe siècle, un canal fut creusé pour relier l'Oise au Gland. C'est ainsi que naquit l'île Notre-Dame. Sur cette île, en haut d'un promontoire fut érigé un château fort. Celui-ci permettait d'assurer la défense du royaume de France face au comté de Hainaut.
Une autre abbaye, celle-là de chanoines réguliers de l'ordre des Prémontrés, fut fondée en 1147 à Bucilly, au sud d'Hirson. Ces chanoines réguliers ou prêtres-moines (alors que les autres moines n'étaient pas prêtres pour la plupart) desservirent les cures de nombreux villages alentour.
En 1156, une charte de franchises (code judiciaires) fut accordée par les seigneurs de Guise à Hirson. Cette charte énumérait les redevances des habitants envers leur seigneur, ainsi que leurs droits et leurs devoirs. Pour le reste, la charte d'Hirson ressemble à un code de droit pénal.
En 1234, Gauthier, comte de Blois, en vue d'assurer le repos de son âme, fonda à Hirson une chapelle pour y célébrer à toujours l'office divin. Il s'entendit avec l'abbé et le couvent de Saint-Michel pour la faire desservir par un moine de leur communauté.
En 1328, Jehan d'Anglebermer fonde la chapelle.
En 1425, le château fort est pris par Jean II de Luxembourg.
| Seigneurs d'Hirson du Moyen Âge Les châtelains d'Hirson dépendaient des seigneurs de Guise. - 1126-35 : Roger, châtelain d'Hirson. - 1143 : Guy, son fils, châtelain. - 1155 : Mathieu, châtelain, femme Agnès. - 1156 : Guy II, châtelain. - 1189 : Jean d'Hirson. Il était parent de Verric de Moy. - 1216 : Mathieu, chevalier d'Hirson, femme Béatrix. - 1225 : Guy III, châtelain d'Hirson, femme Aélide de Ribemont, dame de Benay, fille de Simon III, comte de Ribemont. - 1232-44 : Mathieu II d'Hirson, chevalier, femme Béatrix. - 1300 : Jean d'Anglebelmer ou Jehan Anglebermer, chevalier, seigneur châtelain d'Hirson, femme Mabille de Cahembert († août 1302). - Après 1346, la châtellenie d'Hirson fut rattachée directement au seigneur de Guise et duc de Bretagne Charles de Blois. |

### L'Époque moderne
La peste accompagna plusieurs fois les guerres, notamment au milieu du XIVe siècle et en 1580 où elle décima la population.
En 1593, les troupes royales d'Henri IV s'emparent du château.
En pleine guerre de Trente Ans, le château d'Hirson est assiégé par les Espagnols du 25 juillet au 15 août 1636. Le vicomte de Turenne le reprend en 1637.

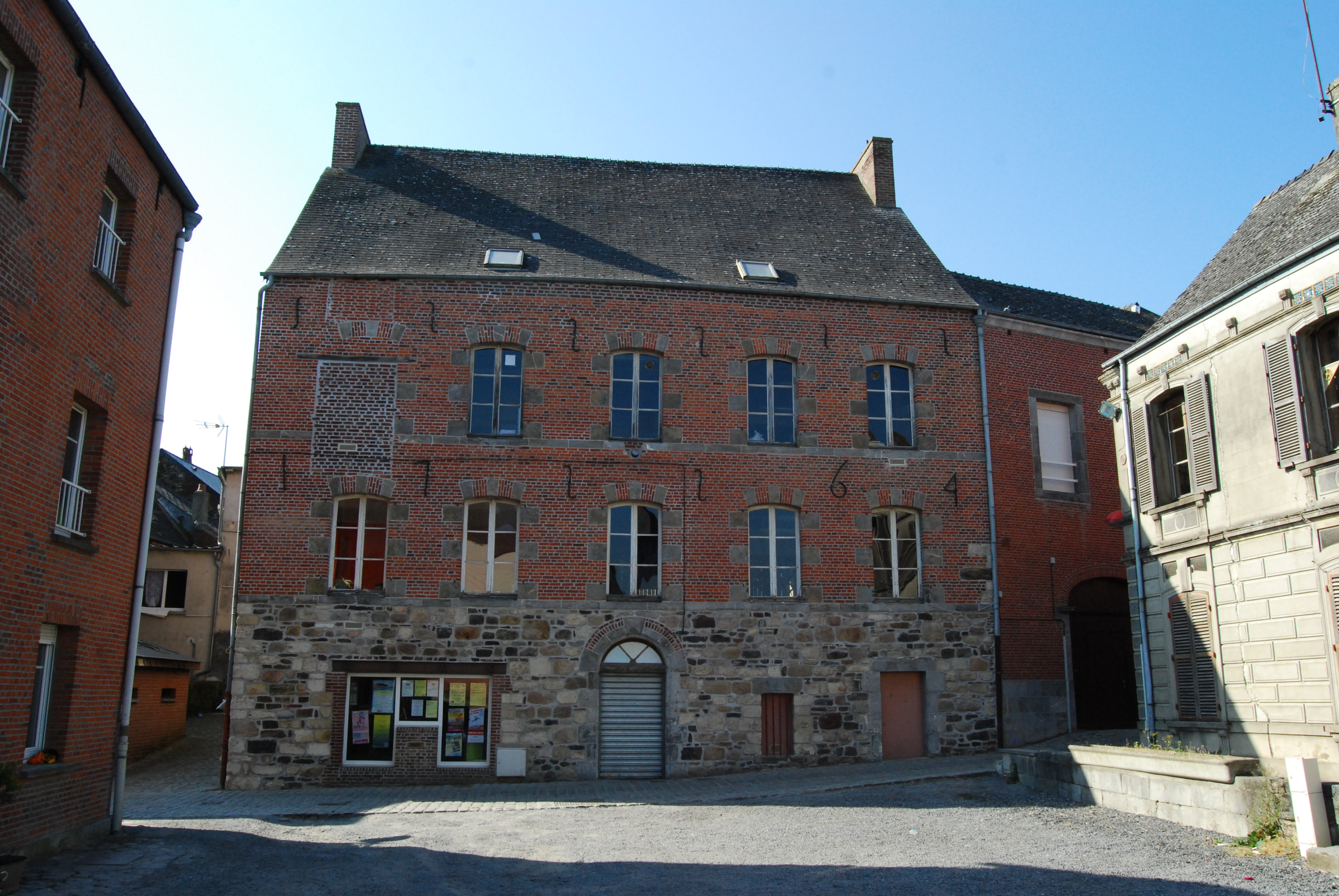
Maison de 1764 dans la vieille ville.

En août 1650, François-Armand de Caruel, seigneur d'Hirson ne pourra résister au siège mené par Francisco de Melo. Le château est presque entièrement détruit. Il n'est pas reconstruit.
Hirson était le siège d'une gruerie dépendant de la maîtrise seigneuriale des eaux et forêts de Guise. La prévôté ducale d'Hirson ressortissait par appel au bailliage seigneurial d'Aubenton. Enfin, un subdélégué de l'intendant de Soissons séjournait à Hirson. Bien que beaucoup plus nombreux, les subdélégués étaient l'équivalent des sous-préfets actuels.
Vers 1750, fut construite la grande route qui est devenue la RN 39 reliant Arras et Cambrai à Charleville-Mézières.
Le 23 avril 1763, un incendie, allumé par un enfant, détruisit presque toute la ville. Une pétition de 1765 porte à 100 000 écus les pertes occasionnées par ce sinistre. Avec le consentement du prince de Condé, les habitants reconstruisirent Hirson en partie en utilisant les ruines du château, qui fut ainsi complètement rasé. Le château actuel est reconstruit en pierres et ardoises.
Il y avait 450 feux, soit 1 800 habitants environ à la veille de la Révolution française.
| Gouverneurs d'Hirson - 1500 : Hugues le Danois était gouverneur d'Aubenton, Hirson et Guise. - 1594 : Jean de Caruel (ou Karuel), seigneur de Magny, appartenait à une famille originaire d'Irlande (femme Louise de Barral, trois fils et une fille, Charlotte de Caruel) - 1650 : François-Armand de Caruel (femme Marguerite Robin) - 1696 : Christophe de Caruel (le deuxième fils de François-Armand de Caruel), seigneur d'Annois et de La Rainette. |

### Époque contemporaine

#### XIXesiècle
Au début du XIXe siècle, Hirson comptait déjà plusieurs forges et ferblanteries dont celle du Pas-Bayard. Des clouteries étaient installées dans tout le canton.
Hirson souffrira de l'invasion prussienne de 1815.
Le tronçon ferroviaire de Vervins à Hirson ouvre le 30 août 1870.
Avec la création et l'ouverture de différents tronçons, Hirson va très rapidement devenir une étoile ferroviaire, passant du statut de gare de passage à terminus.

#### Première moitié duXXesiècle
Depuis le début de l'aventure ferroviaire, la population d'Hirson a été multipliée par trois. En 1913, la gare d'Hirson emploie aux alentours de 700 personnes. Face à ce développement, le site n'est plus adapté et doit être agrandi mais la Première Guerre mondiale va être un frein à cette expansion. Après quatre années d'occupation allemande, le site est énormément endommagé.
Première Guerre mondiale : Hirson se trouve en zone occupée par les troupes allemandes d'août 1914 jusqu'au 9 novembre 1918, date où la ville est libérée par des troupes françaises, deux jours donc avant l'Armistice.
L'activité redémarre en juin 1919. L'expansion de la gare est relancée avec de nouvelles installations, prêtes à accueillir plus d'une centaine de machines à vapeur : tour d'aiguillage de la Florentine, un dépôt, un toboggan, des parcs à charbon. L'année 1929 sera l'apothéose pour le trafic du pôle ferroviaire hirsonnais.
En 1931, la population d'Hirson est de 11 400 habitants, celle de Buire de 1 230 (triplement en 20 ans). Les cités cheminotes Champs-Élysées et de Cité de Buire ont vu le jour. En 1932, la Compagnie des chemins de fer du Nord et la Compagnie des chemins de fer de l'Est décident de mettre en place des trains directs mettant fin au transit d'Hirson. Le rôle de jonction d'Hirson entre les réseaux Nord et Est est donc remis en cause. Petit à petit, la gare ne va plus devenir un point de passage nécessaire pour procéder au transbordement et aux ruptures de charge. La moyenne de wagons manœuvrés quotidiennement passe de 2 900 en 1931 à 500 en 1932.

#### Seconde Guerre mondiale
Pendant la Seconde Guerre mondiale, la gare est victime des bombardements de l'aviation anglaise : près des trois-quarts des installations ferroviaires sont détruits. À la suite du conflit mondial, un dépôt est érigé ainsi qu'une rotonde. Une baisse des effectifs s'amorce.
Hirson est libérée le 2 septembre 1944 par les Américains.

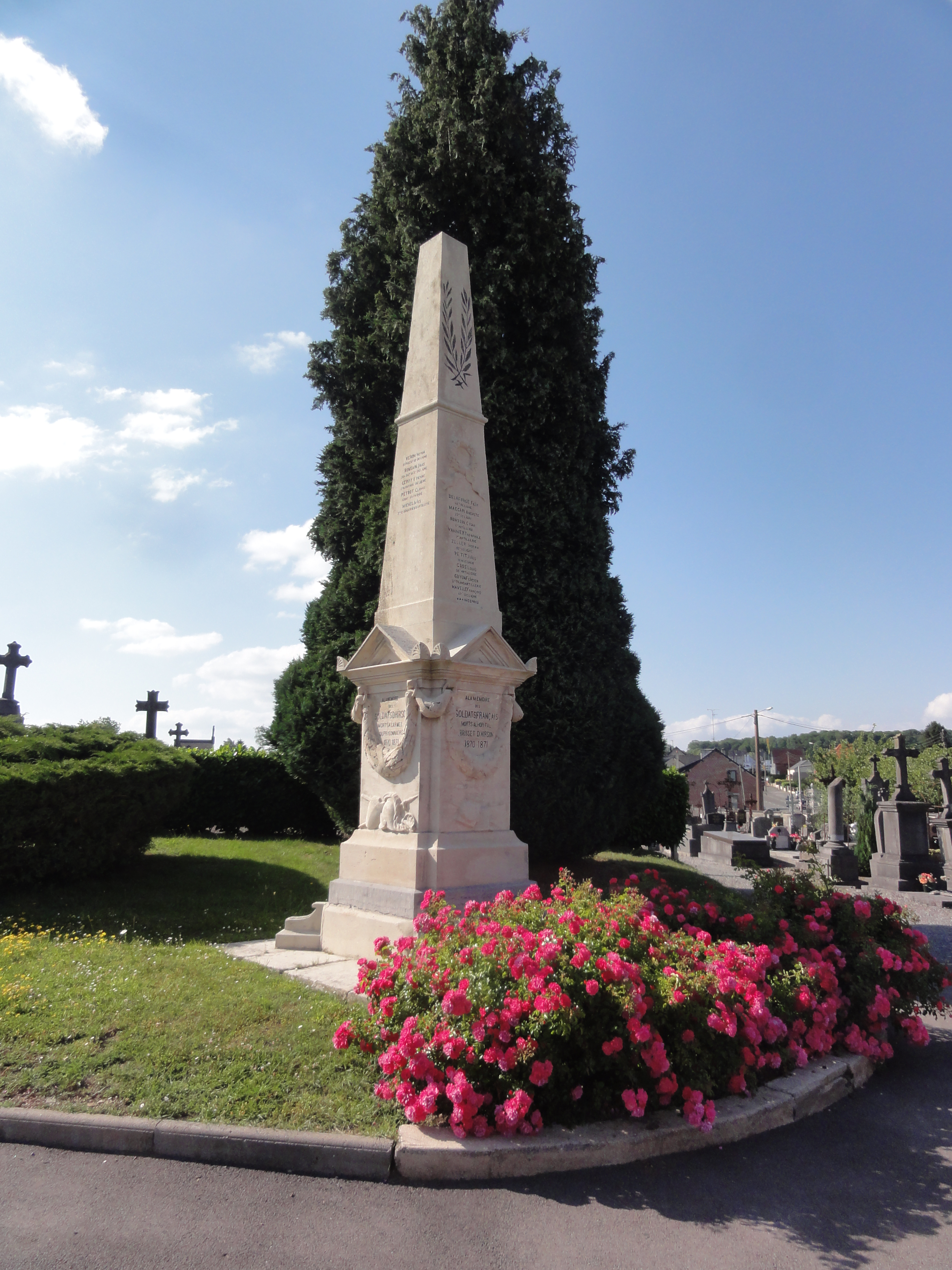
Monument aux morts 1870-1871 au cimetière civil de Hirson.
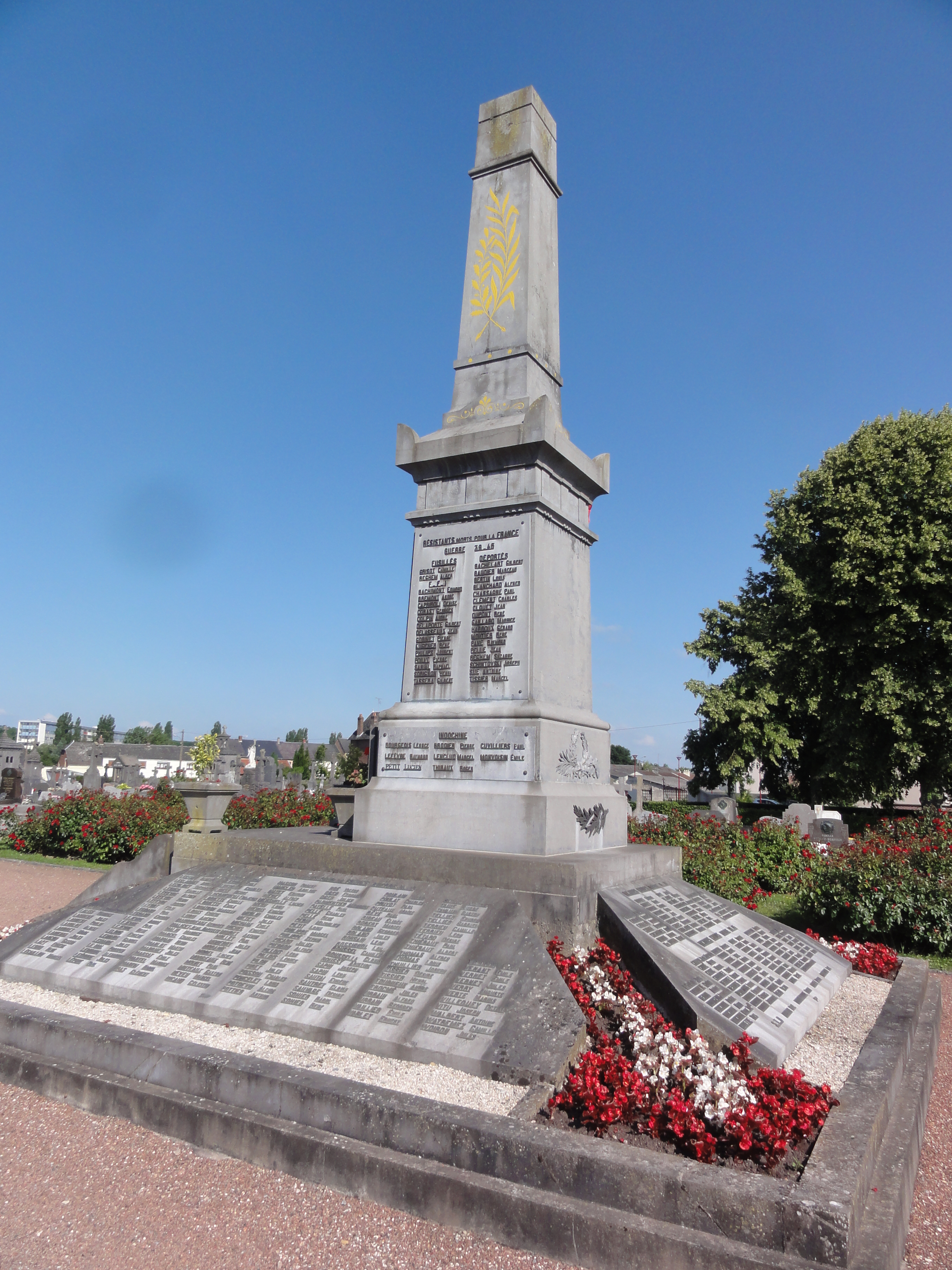
Monument aux morts 1914-1918, 1939-1945 au cimetière militaire, annexe au cimetière de Hirson.
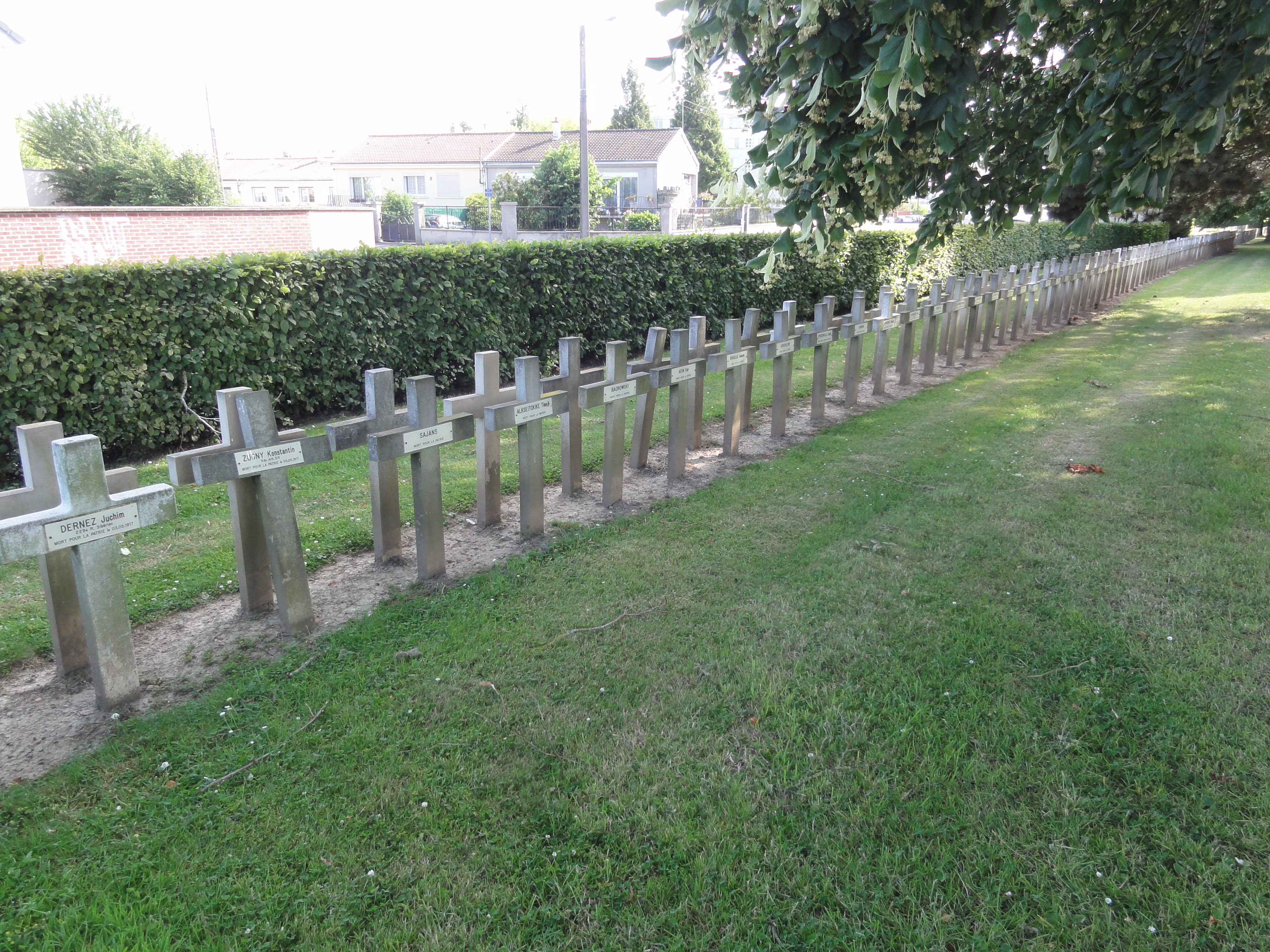
Carré russe dans le cimetière allemand 1914-1918 annexe au cimetière de Hirson.
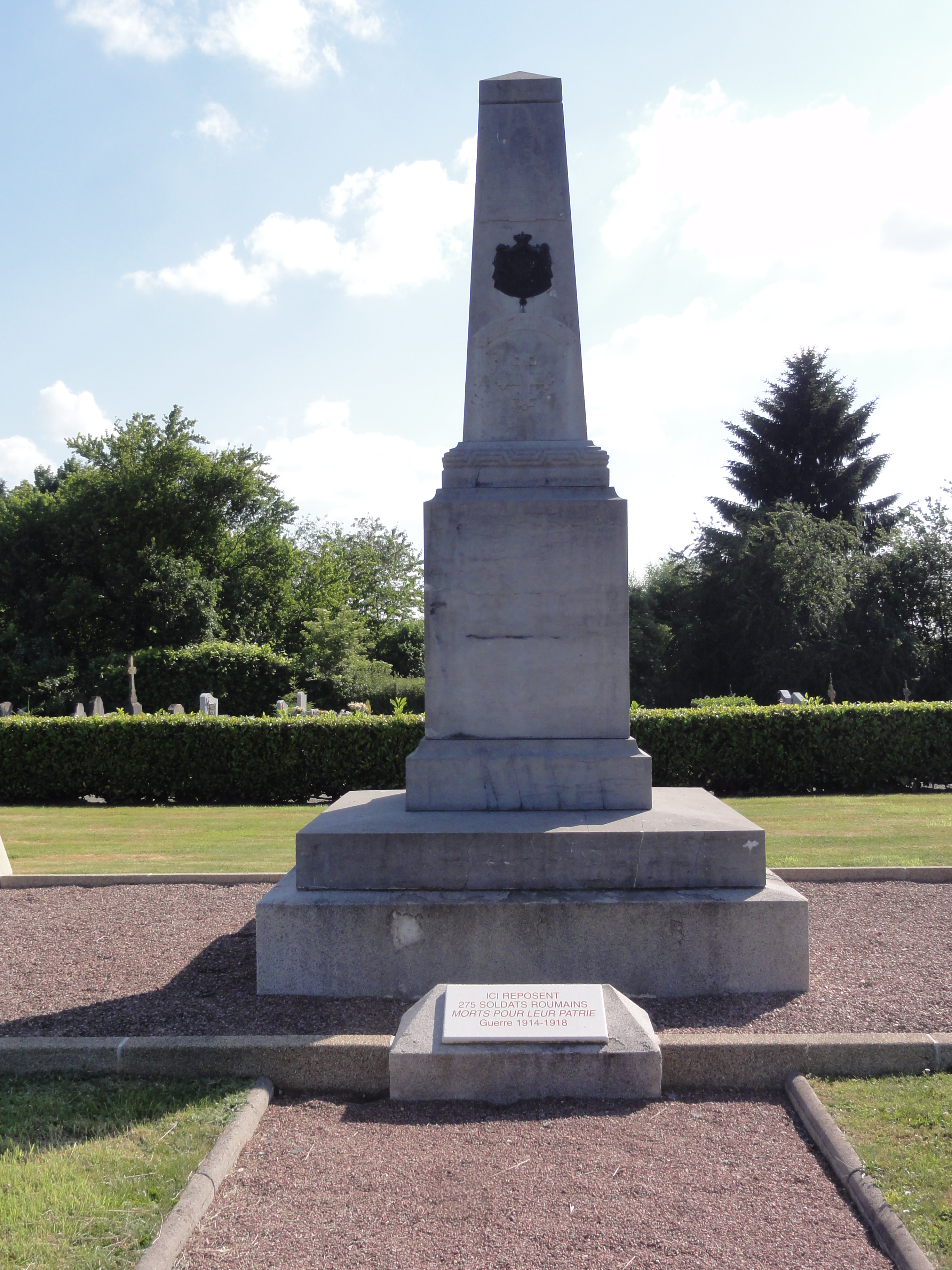
Fosse commune soldats roumains 1914-1918 au cimetière militaire.
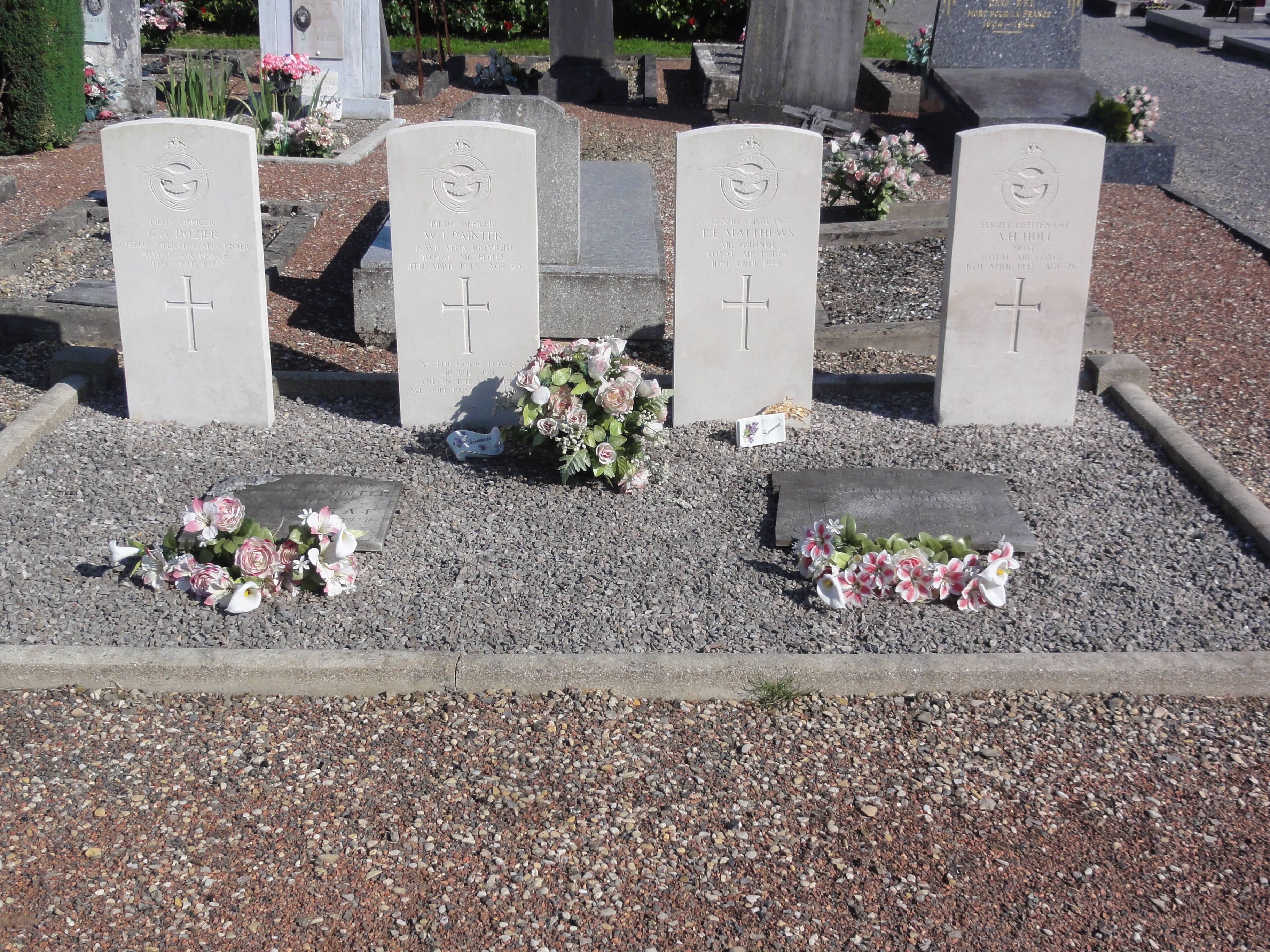
Tombes de guerre 1939-1945 de la Commonwealth War Graves Commission au cimetière militaire.
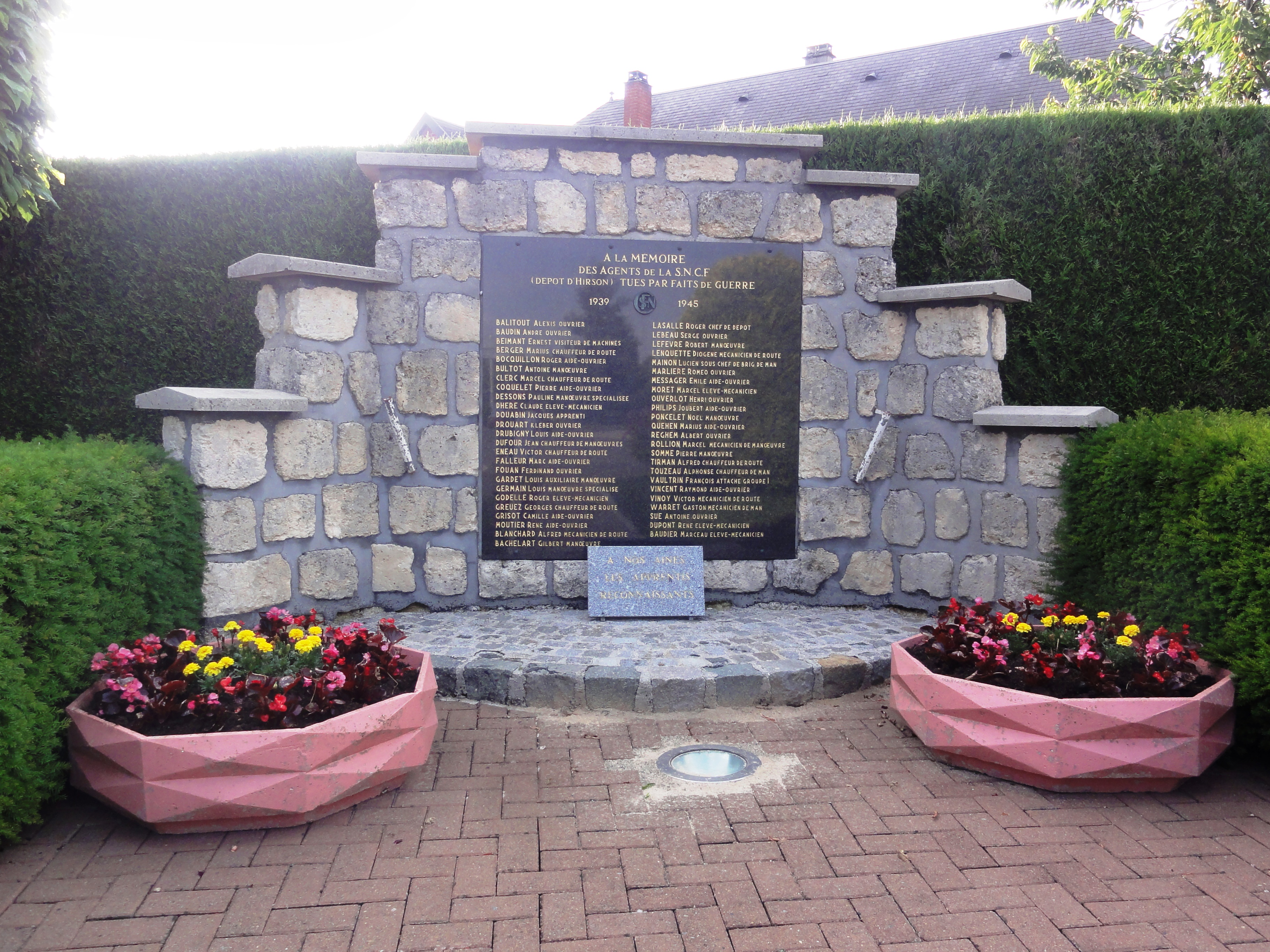
Mémorial (situé à Buire) des agents de la SNCF (dépôt de Hirson) 1939-1945.

#### L'après-guerre
Le 5 octobre 1945, Henri Poulat devient maire de la ville. Comme toutes les villes bombardées, la reconstruction est nécessaire. Celle-ci va être principalement menée par l'architecte Louis-Raymond Fischer qui devient maire le 25 octobre 1947.
Durant ses trois mandats (il est réélu en mai 1954 et mars 1959), Fischer va donner un nouveau souffle à la ville. Des projets architecturaux sont lancés : un immeuble de plusieurs étages appelé le Building (inauguré le 9 mai 1954), création du lycée Juliot-Curie, stade du Square Saint-Nazaire (inauguré le 24 juillet 1955), etc.
Parallèlement, la ville acquiert le bâtiment actuel de la caserne des pompiers (le 23 septembre 1950), crée la bibliothèque municipale (le 3 avril 1951), la MJC (octobre 1951), ouverture de la plage et du camping de Blangy (août 1955). La ville acquiert l'Eden et la mairie s'y installe en octobre 1957.
Le premier supermarché, Prisunic, ouvre en septembre 1964, sur la place Victor-Hugo. Après 18 années, Fischer passera la relève à Yves Hary, professeur de dessin, le 26 mars 1965.
En 1969, le Club des jeunes ouvre dans les gradins (janvier), le premier numéro de l'hebdomadaire Le Courrier paraît (21 mars) et le dépôt SNCF ferme définitivement (1er octobre). Marquant ainsi la fin de l'épopée ferroviaire hirsonnaise.
Courant des années 1970, on notera l'arrivée d'un nouveau maire, Raymond Mahoudeaux, élu pour deux mandants (mars 1971 et mars 1977). La première piscine ouvre en octobre 1973 (elle fermera en 1996). Fin septembre 1975, la ville rachète le site de Blangy, qui ouvrira officiellement en mai 1977.
Les années 1980 seront marquées par les deux mandants de Georges Lapeyrie (élu en mars 1983 et réélu en mars 1989).
Le 30 mars 1980, La Gazette de Thiérache sort de presse pour la dernière fois. La radio locale Fréquence Charlemagne voit le jour (mars 1983). Le nouveau cinéma, le Sonhir 3 (appellation en verlan de Hirson) est inauguré le 17 septembre 1985. Le centre-ville est redessiné avec le déplacement du monument de la Victoire (mai 1986) et l'inauguration de la fontaine de Patrick Saytour le 5 mai 1990. Celle-ci n'aura cesse de faire couler d'encre.
Au cours des années 1990, Jean-Jacques Thomas devient maire (juin 1995).

#### XXIesiècle
Le nouveau millénaire est marqué par l'inauguration de la déviation sud (février 2001) et celle de la nouvelle piscine(juin 2003). Le stade Daniel-Cambreling est inauguré en 2016.

## Politique et administration

### Découpage territorial
La commune d'Hirson est membre de la communauté de communes des Trois Rivières, un établissement public de coopération intercommunale (EPCI) à fiscalité propre créé le 29 décembre 1995 dont le siège se trouve à Buire. Ce dernier est par ailleurs membre d'autres groupements intercommunaux.
Sur le plan administratif, elle est rattachée à l'arrondissement de Vervins, au département de l'Aisne et à la région Hauts-de-France. Sur le plan électoral, elle dépend du  canton d'Hirson pour l'élection des conseillers départementaux, depuis le redécoupage cantonal de 2014 entré en vigueur en 2015, et de la troisième circonscription de l'Aisne  pour les élections législatives, depuis le dernier découpage électoral de 2010.

### Circonscription électorale
Hirson fait partie de la troisième circonscription de l'Aisne.

### Gendarmerie mobile
Hirson possède un escadron de gendarmerie mobile, le 17/9, rattaché au Groupement II/9 de Gendarmerie mobile de Saint-Quentin.

### Secours
Le centre de secours principal (CSP) d'Hirson fait partie du groupement du Nord de l'Aisne. Il se compose de 65 pompiers (25 pompiers professionnels et de 40 pompiers volontaires).

### Jumelages
Marcinelle (Belgique) ;
 Schramberg (Allemagne) ;
 Königsee (Allemagne).

## Population et société

### Démographie

#### Évolution démographique
L'évolution du nombre d'habitants est connue à travers les recensements de la population effectués dans la commune depuis 1793. Pour les communes de moins de 10 000 habitants, une enquête de recensement portant sur toute la population est réalisée tous les cinq ans, les populations de référence des années intermédiaires étant quant à elles estimées par interpolation ou extrapolation. Pour la commune, le premier recensement exhaustif entrant dans le cadre du nouveau dispositif a été réalisé en 2007.

En 2022, la commune comptait 8 565 habitants, en évolution de −4,67 % par rapport à 2016 (Aisne : −1,97 %, France hors Mayotte : +2,11 %).
| 1793  | 1800  | 1806  | 1821  | 1831  | 1836  | 1841  | 1846  | 1851  |
| ----- | ----- | ----- | ----- | ----- | ----- | ----- | ----- | ----- |
| 2 023 | 2 144 | 2 061 | 2 231 | 2 718 | 2 880 | 3 005 | 3 140 | 3 212 |

| 1856  | 1861  | 1866  | 1872  | 1876  | 1881  | 1886  | 1891  | 1896  |
| ----- | ----- | ----- | ----- | ----- | ----- | ----- | ----- | ----- |
| 3 203 | 3 224 | 3 334 | 3 951 | 4 445 | 4 809 | 5 743 | 6 294 | 6 632 |

| 1901  | 1906  | 1911  | 1921  | 1926   | 1931   | 1936   | 1946   | 1954   |
| ----- | ----- | ----- | ----- | ------ | ------ | ------ | ------ | ------ |
| 7 461 | 8 541 | 9 638 | 9 759 | 11 344 | 11 403 | 11 203 | 10 462 | 11 134 |

| 1962   | 1968   | 1975   | 1982   | 1990   | 1999   | 2006  | 2007  | 2012  |
| ------ | ------ | ------ | ------ | ------ | ------ | ----- | ----- | ----- |
| 11 715 | 11 858 | 11 986 | 11 348 | 10 173 | 10 337 | 9 660 | 9 473 | 9 348 |

| 2017  | 2022  | - | - | - | - | - | - | - |
| ----- | ----- | - | - | - | - | - | - | - |
| 8 813 | 8 565 | - | - | - | - | - | - | - |

#### Pyramide des âges
En 2021, le taux de personnes d'un âge inférieur à 30 ans s'élève à 37,2 %, soit au-dessus de la moyenne départementale (34,5 %). À l'inverse, le taux de personnes d'âge supérieur à 60 ans est de 29,8 % la même année, alors qu'il est de 27,8 % au niveau départemental.
En 2021, la commune comptait 4 074 hommes pour 4 588 femmes, soit un taux de 52,97 % de femmes, légèrement supérieur au taux départemental (51,17 %).
Les pyramides des âges de la commune et du département s'établissent comme suit :
| Hommes | Classe d’âge | Femmes |
| ------ | ------------ | ------ |
| 0,8    | 90 ou +      | 2,8    |
| 7,5    | 75-89 ans    | 11,2   |
| 17,6   | 60-74 ans    | 19,2   |
| 17,5   | 45-59 ans    | 17,5   |
| 16,5   | 30-44 ans    | 14,7   |
| 21,3   | 15-29 ans    | 17,6   |
| 18,9   | 0-14 ans     | 17,0   |

| Hommes | Classe d’âge | Femmes |
| ------ | ------------ | ------ |
| 0,7    | 90 ou +      | 1,9    |
| 6,7    | 75-89 ans    | 9,5    |
| 18,1   | 60-74 ans    | 18,8   |
| 20,2   | 45-59 ans    | 19,6   |
| 18,1   | 30-44 ans    | 17,5   |
| 17,1   | 15-29 ans    | 15,2   |
| 19,2   | 0-14 ans     | 17,6   |

### Enseignement

#### Enseignement primaire
Écoles maternelles :
- école maternelle Jean-Zay ;
- école maternelle des Promenades ;
- école maternelle du Champ-Roland ;
- école maternelle des Champs-Élysées ;
- école maternelle Charles-Clément (les Rouets) ;
- école maternelle Jean-Jaurès.

Écoles élémentaires :
- école élémentaire Jean-Zay ;
- école élémentaire Georges-Clemenceau ;
- école élémentaire Charles-Clément (les Rouets) ;
- école élémentaire Victor-Hugo ;
- école élémentaire Jean-Jaurès.

#### Enseignement secondaire
Collèges :
- collège Georges-Cobast ;
- collège privé de l'Enfant-Jésus.

Lycées :
- lycée Joliot-Curie (surnommé « lycée Bleu » en raison de la couleur du bâtiment), lycée général et professionnel doté d'un internat.

#### Enseignement supérieur
Le lycée Joliot-Curie prépare plusieurs BTS :
- négociation et digitalisation de la relation client ;
- assistant de gestion de PME et PMI ;
- maintenance industrielle.

### Événements culturels
- Festival de jazz (depuis 2004) au printemps.
- Foire de la Sainte-Catherine (sainte patronne d'Hirson) organisée depuis 1766[57]. Elle a fêté ses 250 ans en 2016.

### Équipements culturels
- Salle Eden : salle de spectacles.
- Sonhir3[75] : 3 salles de cinéma.
- Espace Didier-Lockwood[76] : salle de spectacles.
- Salle Michel-Carpentier : salle de sport et de spectacles.

### Équipements sportifs

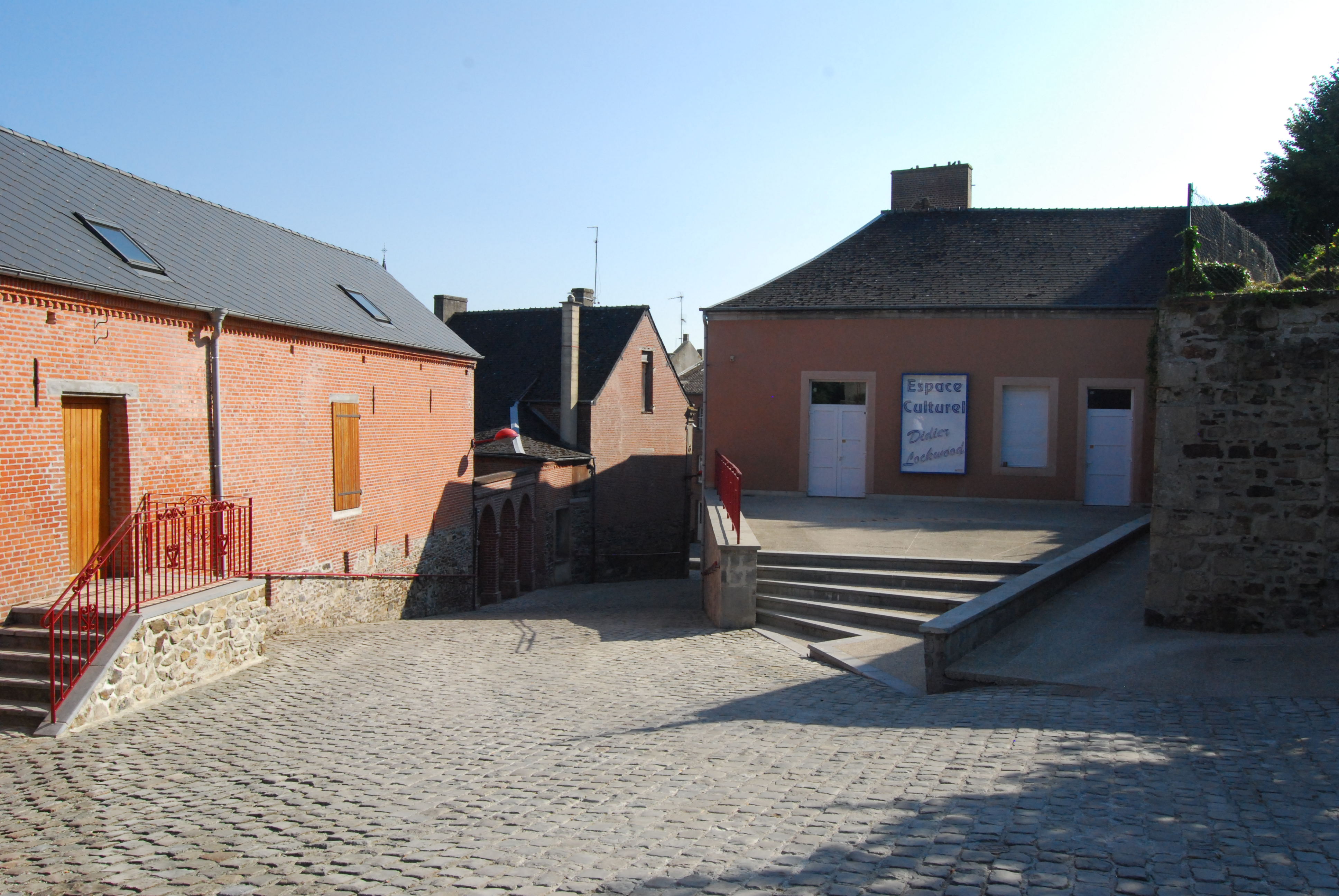
Espace Didier-Lockwood dans la vieille ville.

- Base nautique de Blangy : parcours fixe de course d'orientation, tirs à l'arc, run-bike, volley-ball, canoë-kayak, VTT.
- Terrain André-Fortin : boules en bois.
- Étrier Sainte-Catherine[77] : centre équestre.
- Espace de la Tannerie : dojo / salle d'arts martiaux, salle multisports, boulodrome.
- Espace du Petit-Taillis : équipements d'athlétisme et piste, salle multisports, terrain de football, boulodrome.
- Stade Hébert :  terrains de football, terrain de basket-ball, terrains de tennis, salle multisports.
- Pas-Bayard : site d'activités aquatiques et nautiques, site de pêche, escalade.
- L'Ile Verte[78] : piscine grand et petit bassins, bowling, salle de billard, beach-volley, jeux collectifs.
- Piste de karting[79] : piste de 500 mètres pour karts, piste pour quad, piste pour modélisme.
- Plateau d'évolution Jean-Zay : plateau EPS/multisports.
- Salle d'Aumasle : salle multisports.
- Salle Decamp : salle de tennis de table, salle d'haltérophilie.
- Skate-Park place Victor-Hugo.
- Stade des Champs-Élysées : terrain de rugby, plateau EPS/multisports, boulodromes.
- Stade Léo-Lagrange : terrain de football, stade d'athlétisme.
- Square Georges-Salaun : boulodrome.
- Rue de Saint-Michel : boulodrome.

### Médias

#### Journaux
Les journaux locaux diffusés à Hirson sont La Thiérache, L'Aisne nouvelle, Le Démocrate de l'Aisne et L'Union. Ces journaux diffusent les informations locales de la Thiérache.
À noter également, le site d'information Les Échos d'Hirson.

### Distinctions
Ville fleurie : trois fleurs attribuées en 2007 par le Conseil des Villes et Villages Fleuris de France au Concours des villes et villages fleuris.

## Économie

### Population active et chômage
Selon le recensement de 2006, la population de 15 à 64 ans a baissé de 8 %, passant de 6 469 (en 1999) à 5 998 (en 2006). Le Taux de chômage est de 20,46 % en 2006 (contre 23,43 % en 1999). Il est supérieur de 10 points à la moyenne nationale.
En 2009, le taux de chômage passe à 24,8 % contre 8,8 % au niveau national (écart de 16 points).

### Industries
Depuis les années 1970, Hirson a connu une désindustrialisation continue. Les fermetures d'usines se sont succédé.

### Commerce
Le ralentissement économique depuis les années 1970 a eu un impact sur le commerce hirsonnais. Nombre de petits commerces ont dû fermer. L'activité commerciale s'est déplacée du centre ville vers la périphérie de la ville (avenue de Verdun).

### Fiscalité

#### Taxe d'habitation
En 2009, Hirson faisait partie des 20 communes axonaises ayant le taux de taxe d'habitation (18,60 %) le plus élevé. En 2011, ce taux s'élevait à 20,16 %.
| HIRSON |  | 20.16 |  |

| Bucilly |  | 11.22 |  |

| Buire |  | 10.96 |  |

| Eparcy |  | 3.9 |  |

| La Hérie |  | 10.54 |  |

| Mondrepuis |  | 18.17 |  |

| Neuve-Maison |  | 11 |  |

| Ohis |  | 19.34 |  |

| Origny-en-Thiérache |  | 16.61 |  |

| Saint-Michel |  | 14.88 |  |

| Wimy |  | 10.01 |  |

#### Taxe foncière sur les propriétés bâties
En 2009, le taux de la taxe foncière sur les propriétés bâties (28,65 %) d'Hirson était le plus important du département de l'Aisne après Saint-Quentin (33,68 %) et Laon (29,08 %). En 2011, ce taux s'élevait à 31,06 %.
| HIRSON |  | 31.06 |  |

| Bucilly |  | 6.25 |  |

| Buire |  | 19.08 |  |

| Eparcy |  | 5 |  |

| La Hérie |  | 14.45 |  |

| Mondrepuis |  | 20.52 |  |

| Neuve-Maison |  | 11.49 |  |

| Ohis |  | 16.69 |  |

| Origny-en-Thiérache |  | 16.61 |  |

| Saint-Michel |  | 23.8 |  |

| Wimy |  | 10.89 |  |

#### Taxe foncière sur les propriétés non bâties
En 2009, le taux sur la taxe foncière sur les propriétés non bâties (68,82 %) se situait au 11e rang au niveau départemental. En 2011, ce taux s'élevait à 74,6 %.
| HIRSON |  | 74.6 |  |

| Bucilly |  | 29.37 |  |

| Buire |  | 25.48 |  |

| Eparcy |  | 21.6 |  |

| La Hérie |  | 35.49 |  |

| Mondrepuis |  | 34.4 |  |

| Neuve-Maison |  | 21.6 |  |

| Ohis |  | 45.12 |  |

| Origny-en-Thiérache |  | 42.84 |  |

| Saint-Michel |  | 41.27 |  |

| Wimy |  | 25.55 |  |

#### Taxe d'enlèvement des ordures ménagères
En 2009, le taux de la taxe d'enlèvement des ordures ménagères était de 12,5%.En 2011, ce taux s'élevait 13,63 %.

#### Impôt sur le revenu
En 2011, 1 814 de foyers étaient imposables sur un total de 5 586. Ce qui représente un taux de 32,5% (la moyenne nationale étant de 62,9 %).
| Tranches de revenus par foyer | Foyers |
| ----------------------------- | ------ |
| Moins de 10 000 €             | 2 436  |
| de 10 000 à 12 000 €          | 451    |
| de 12 000 à 15 000 €          | 580    |
| de 15 000 à 20 000 €          | 824    |
| de 20 000 à 30 000 €          | 705    |
| de 30 000 à 50 000 €          | 454    |
| de 50 000 à 100 000 €         | 113    |
| plus de 100 000 €             | 23     |

### Tourisme

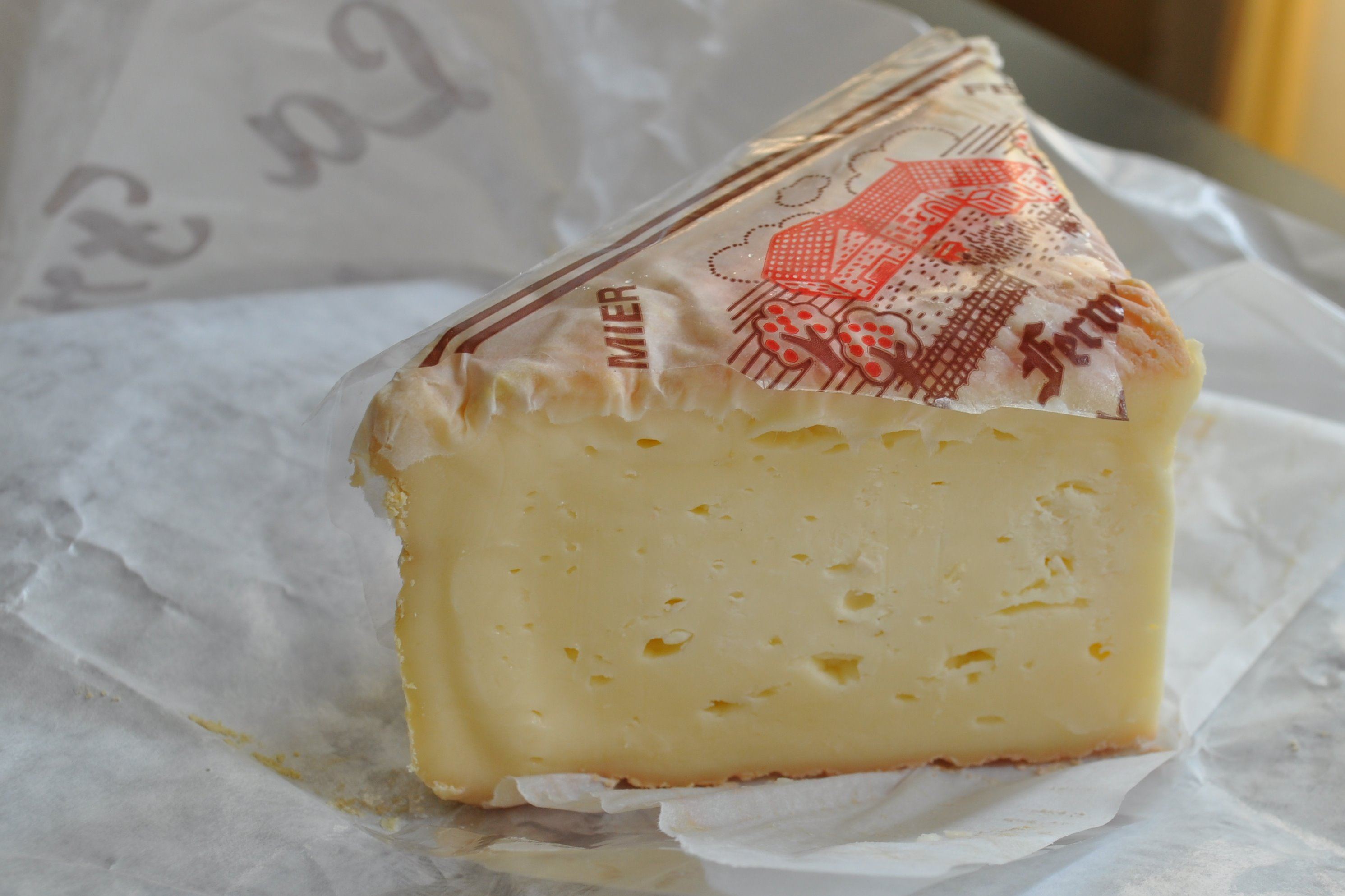
Le maroilles.

L'activité touristique d'Hirson et plus largement de la Thiérache est orientée autour de trois axes :
- l'Histoire : plus d'une soixantaine d'églises fortifiées, l'abbaye bénédictine de Saint-Michel, le familistère Godin, les villages et en particulier celui de Parfondeval, le château-musée Alfred-Desmasures[86] (collections évoquent l'histoire locale et axés principalement sur Hirson à la Belle Époque. Des salles sont consacrées à l'art contemporain et en particulier à Auguste Labouret, maître verrier et maître mosaïste de renommée internationale). Plus récemment, le Courq'Tour[87] permet de visiter le lieu de tournage du film Rien à déclarer de Dany Boon. En effet, ce film a été tourné sur la frontière de Hirson et Macquenoise (Belgique) ;
- le grand air : randonnée à pied, à cheval ou à vélo sur l'Axe vert, base nautique de Blangy, descente de l'Oise en canoë-kayak ;
- l'art de vivre : la Thiérache est surtout connue pour son maroilles, mais aussi son cidre.

## Culture locale et patrimoine

### Mascottesde la ville
La ville possède les « mascottes » No piot et No piotte, des géants de plusieurs mètres qui sortent déambuler en ville lors de la fête de la Pentecôte, la journée de la « cavalcade d'Hirson ».

### Lieux et monuments
- L'église Notre-Dame-de-Lourdes, place Émile-Villemant.
- L'église Sainte-Thérèse-de-l'Enfant-Jésus, rue de la République.
- Le temple protestant, avenue du Maréchal-Joffre, ancienne brasserie du XIXe siècle donnée aux protestants d'Hirson.
- L'église protestante baptiste, rue de Lorraine.
- Le château-musée Alfred-Desmasures.
- L'hôpital Brisset.
- Tour Florentine.
- La rotonde de Lafaille et Peirani.
- Le fort Dubois.
- Le moulin du Bas-Rouet.
- La vieille-ville.

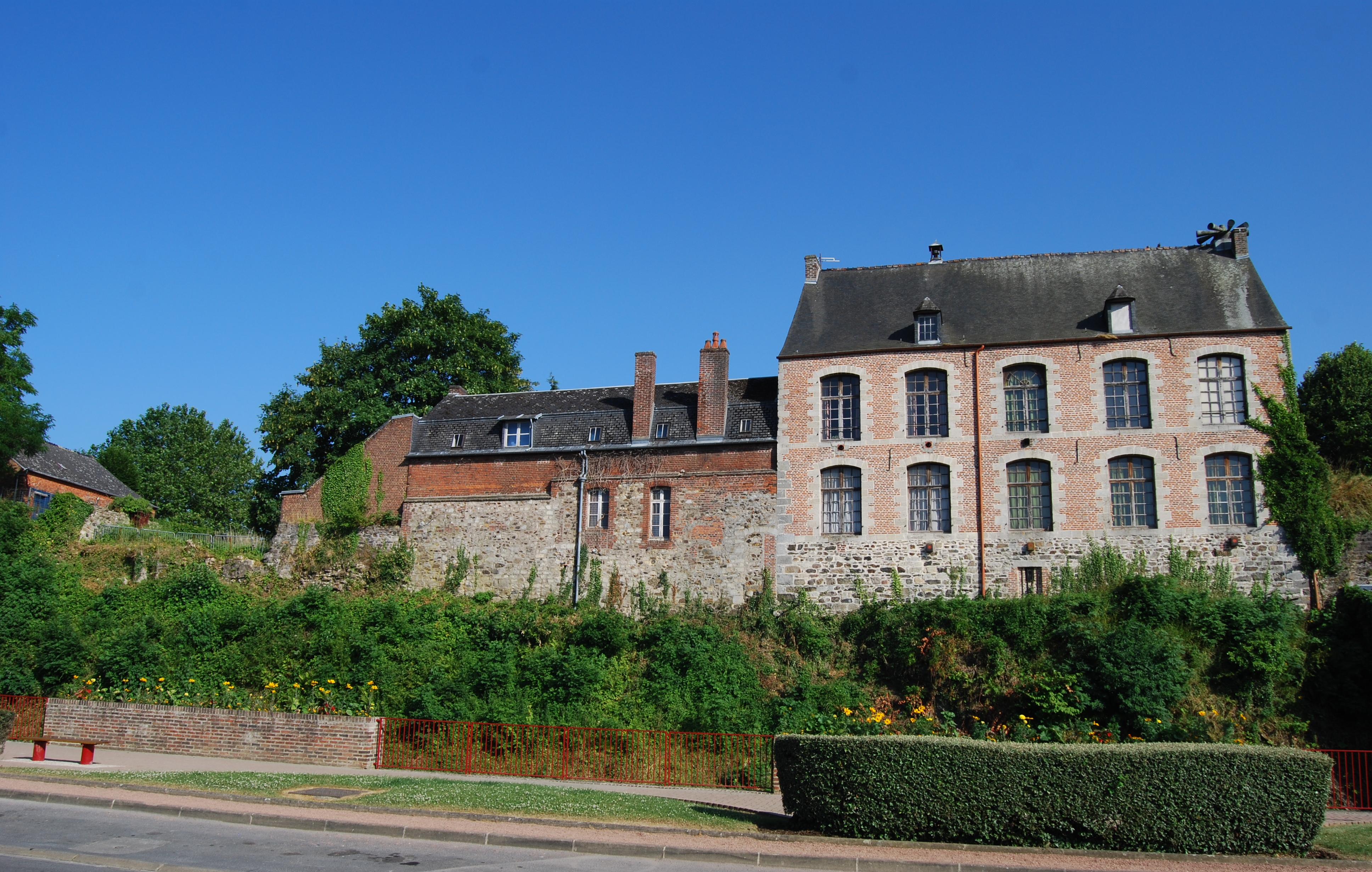
Château le long de l'Oise.
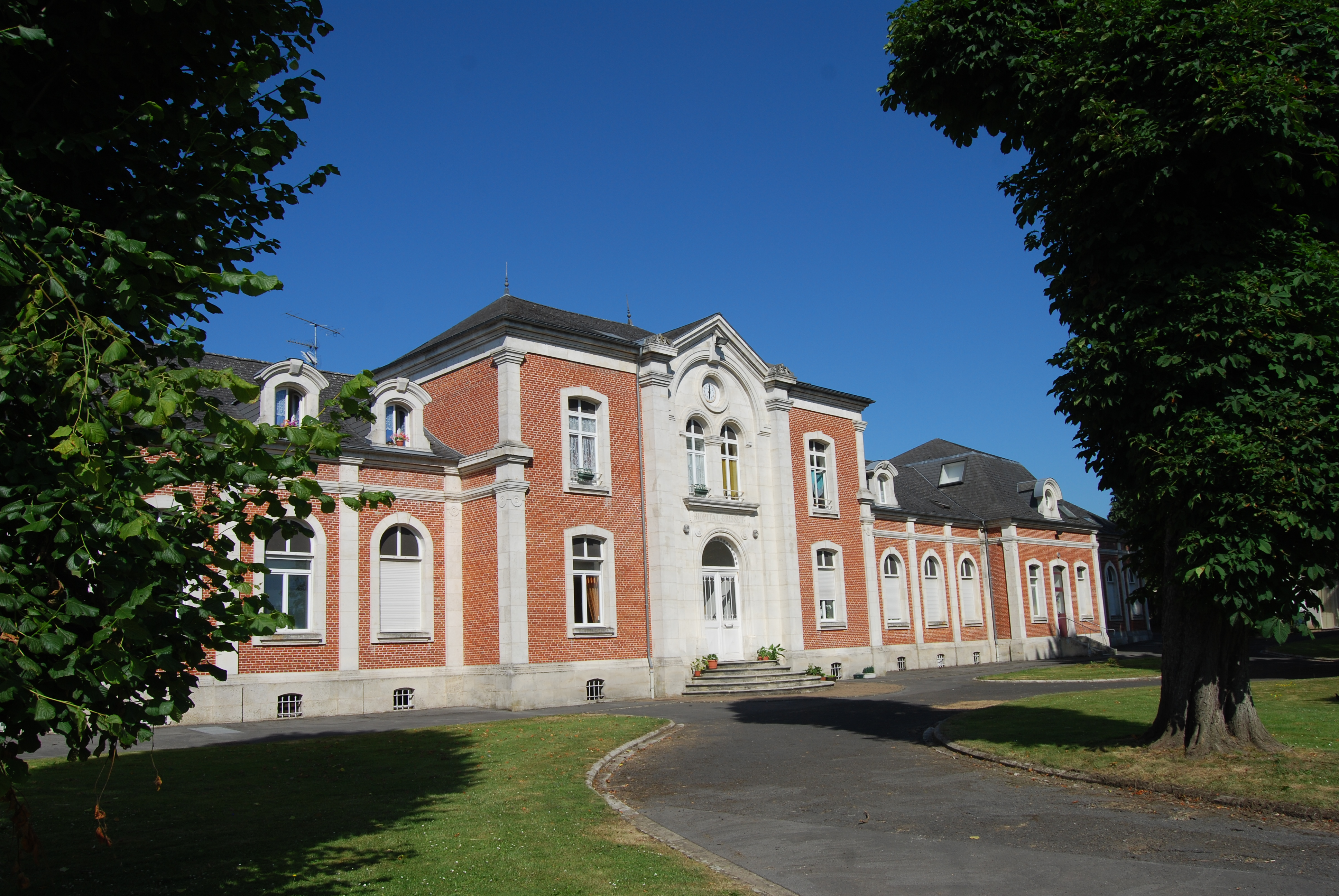
Hôpital Brisset.
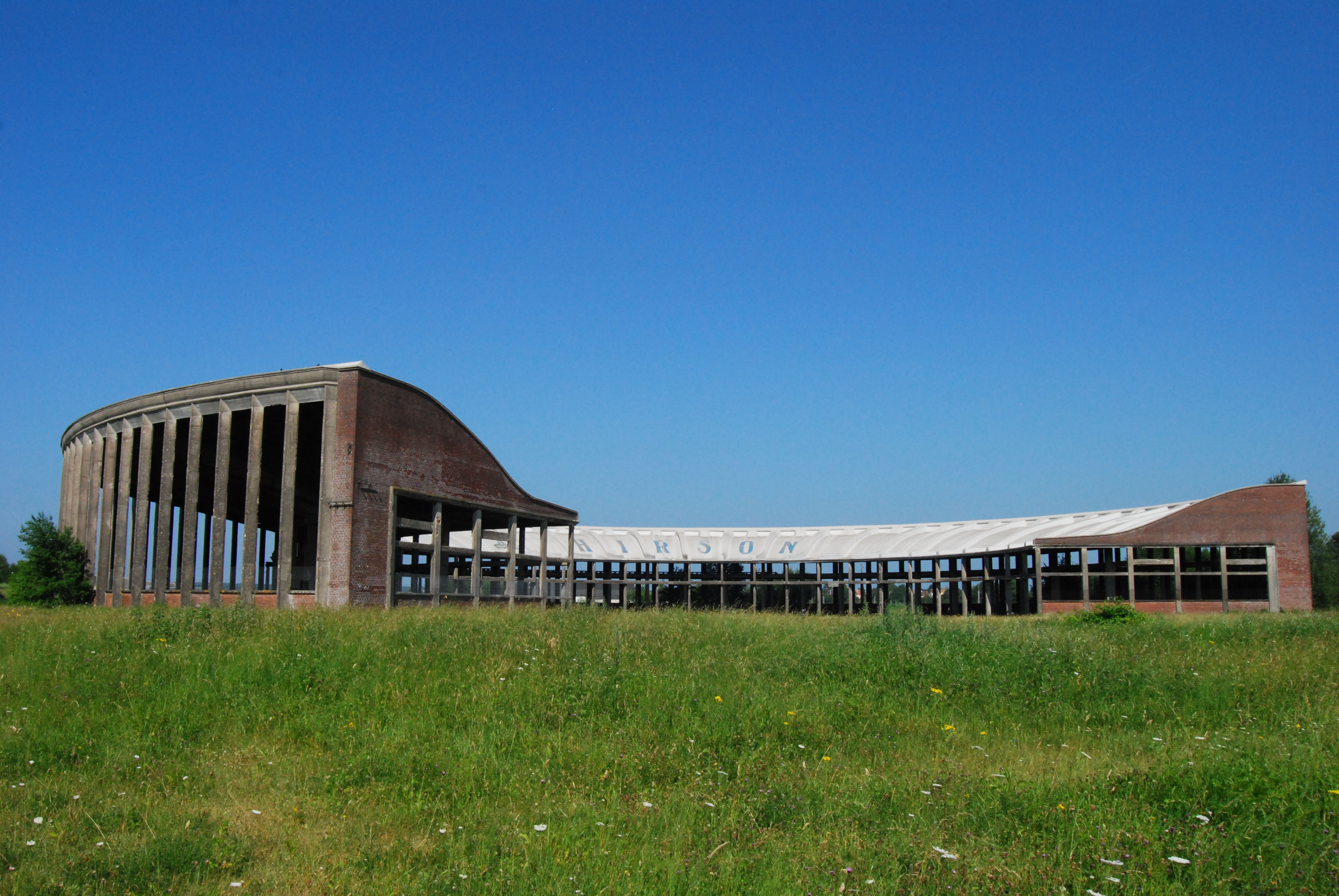
Rotonde de Lafaille et Peirani.
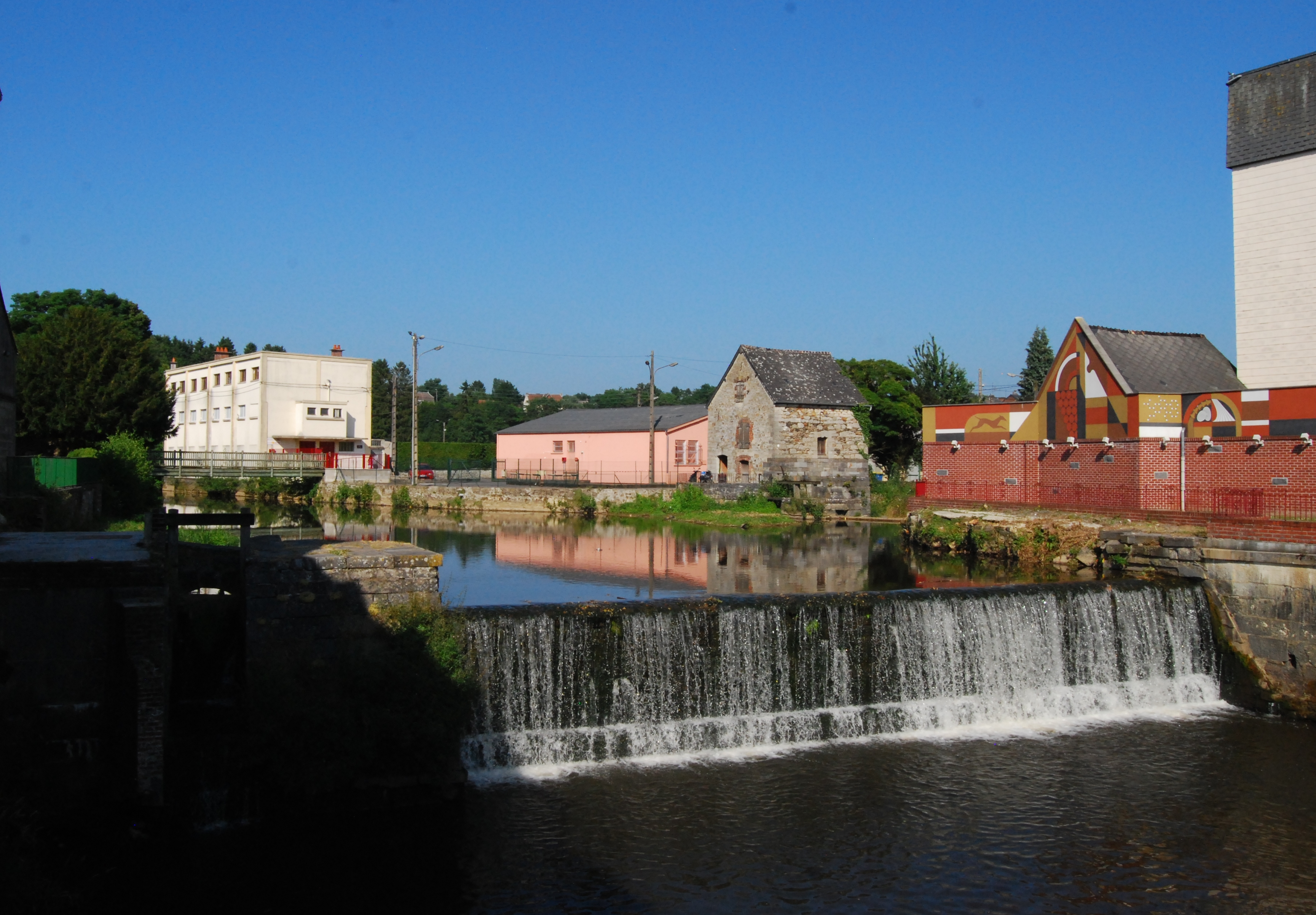
Chute du Gland et moulin.
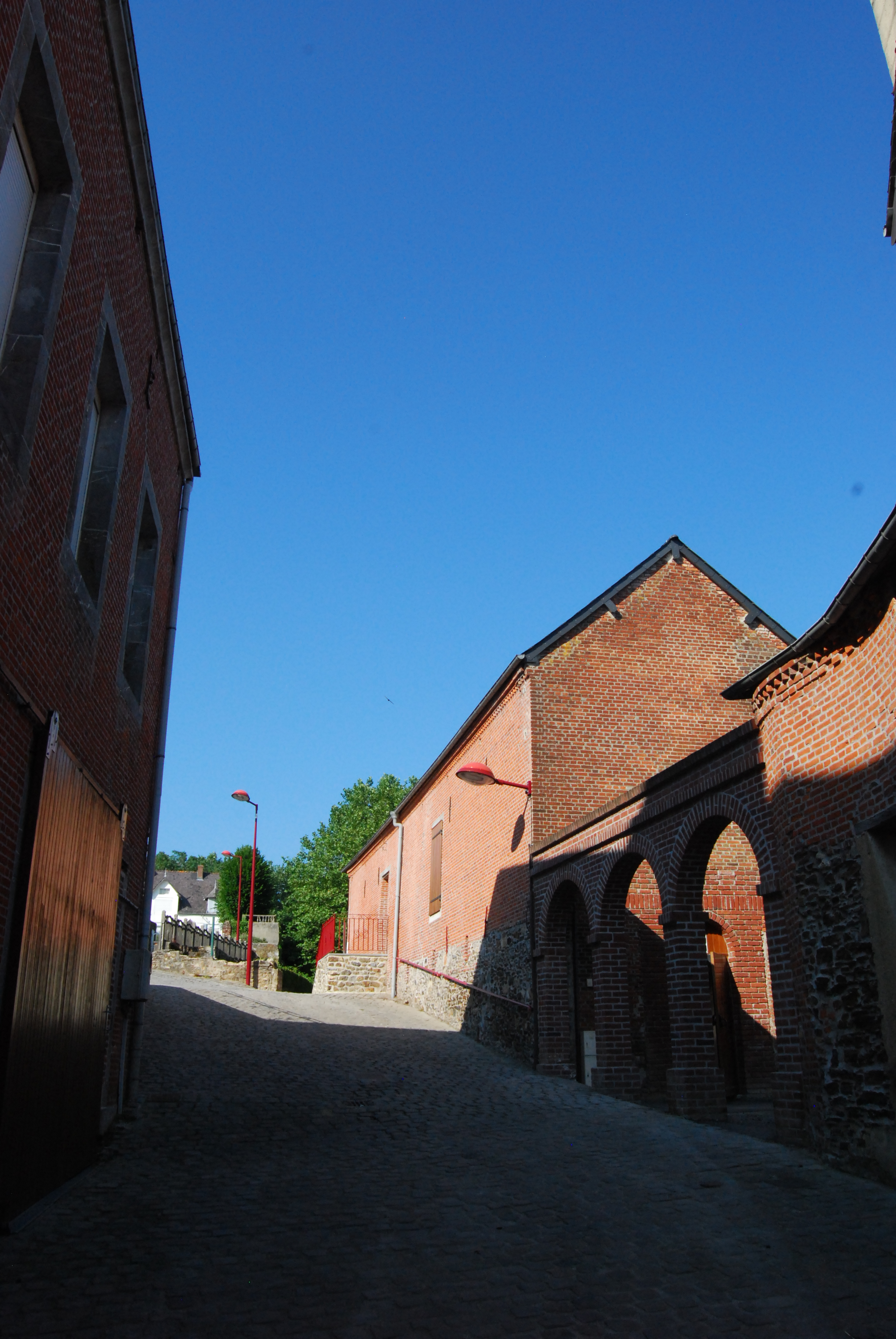
Vieille ville.
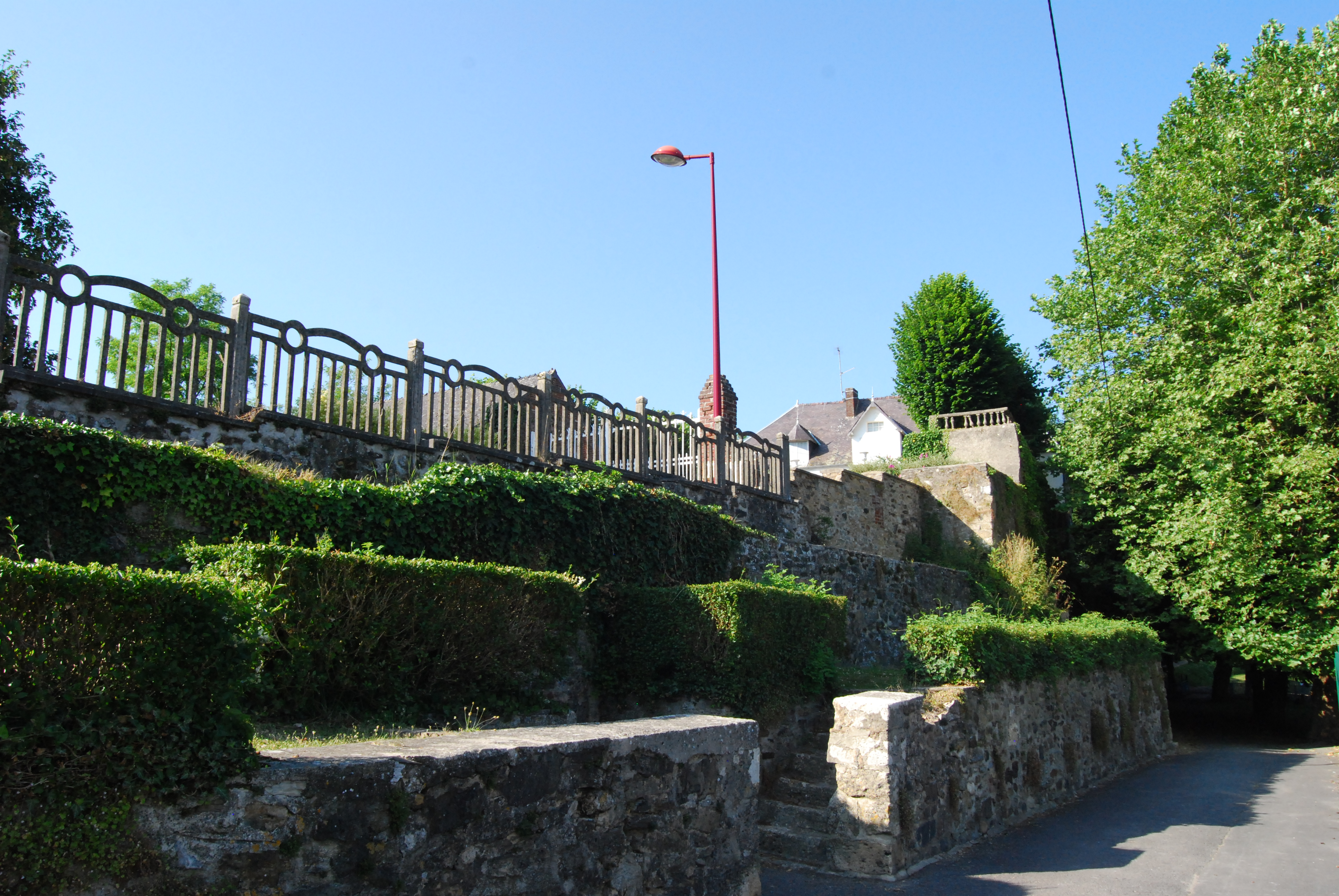
Vieille ville.
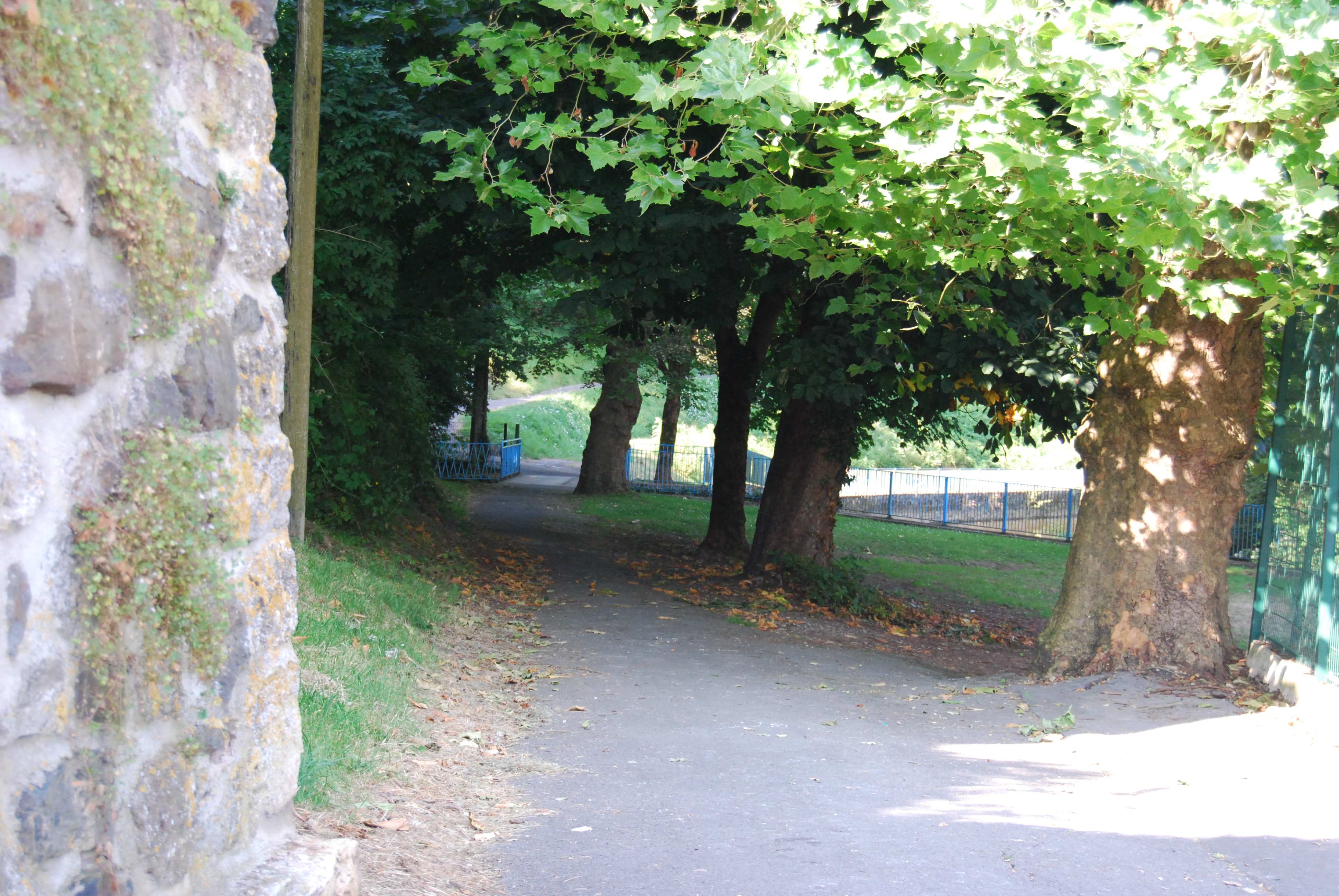
Vieille ville.
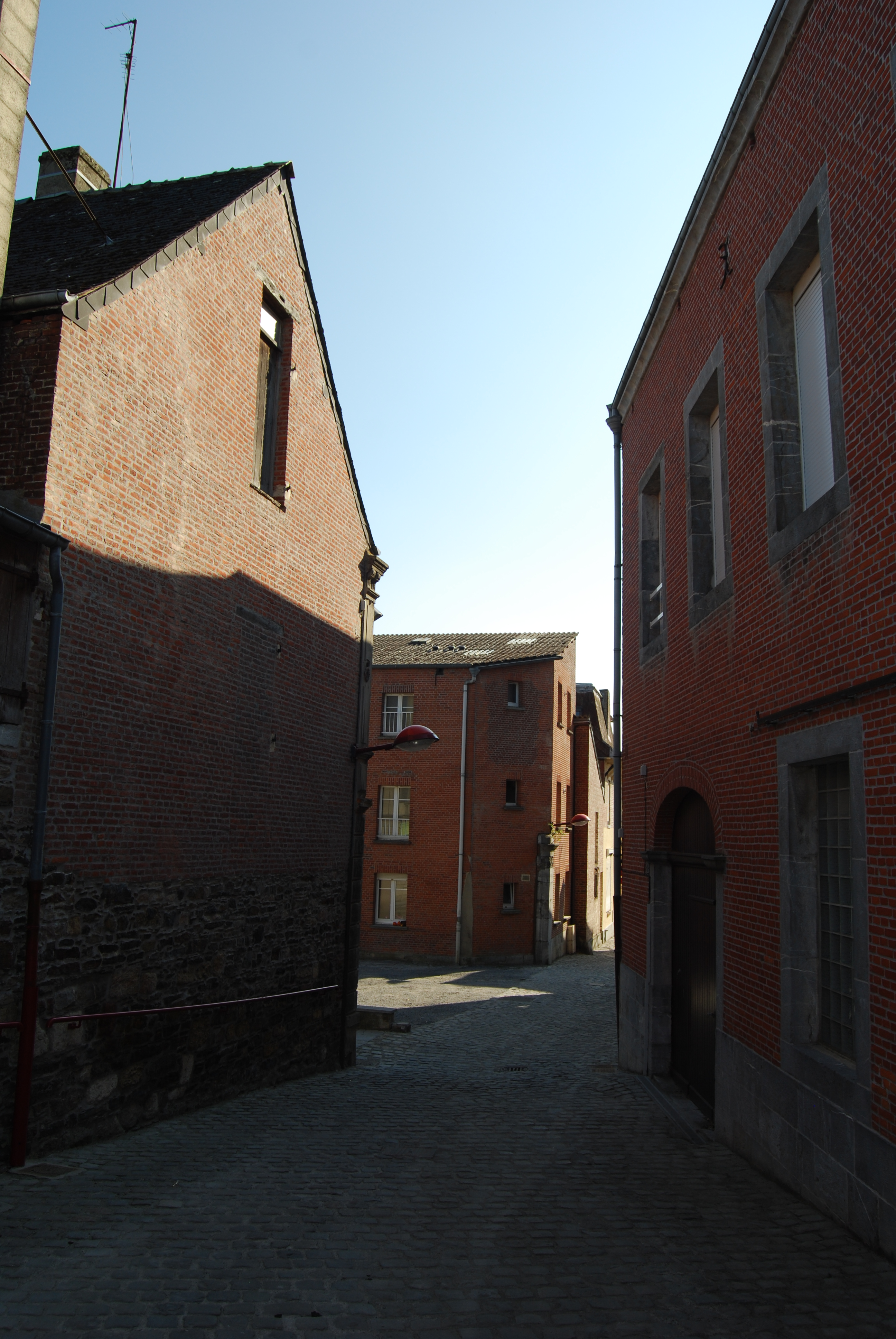
Vieille ville.
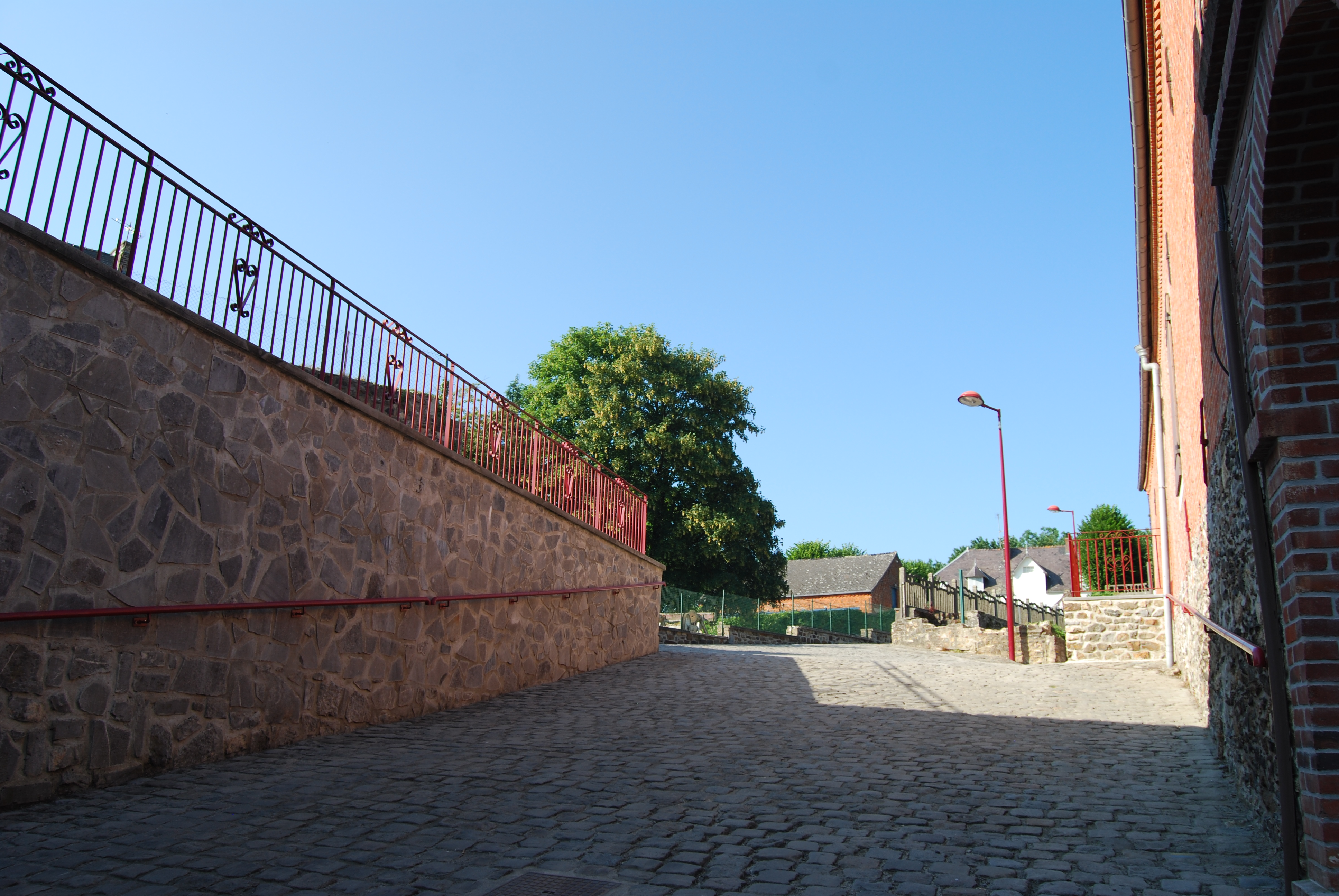
Vieille ville.
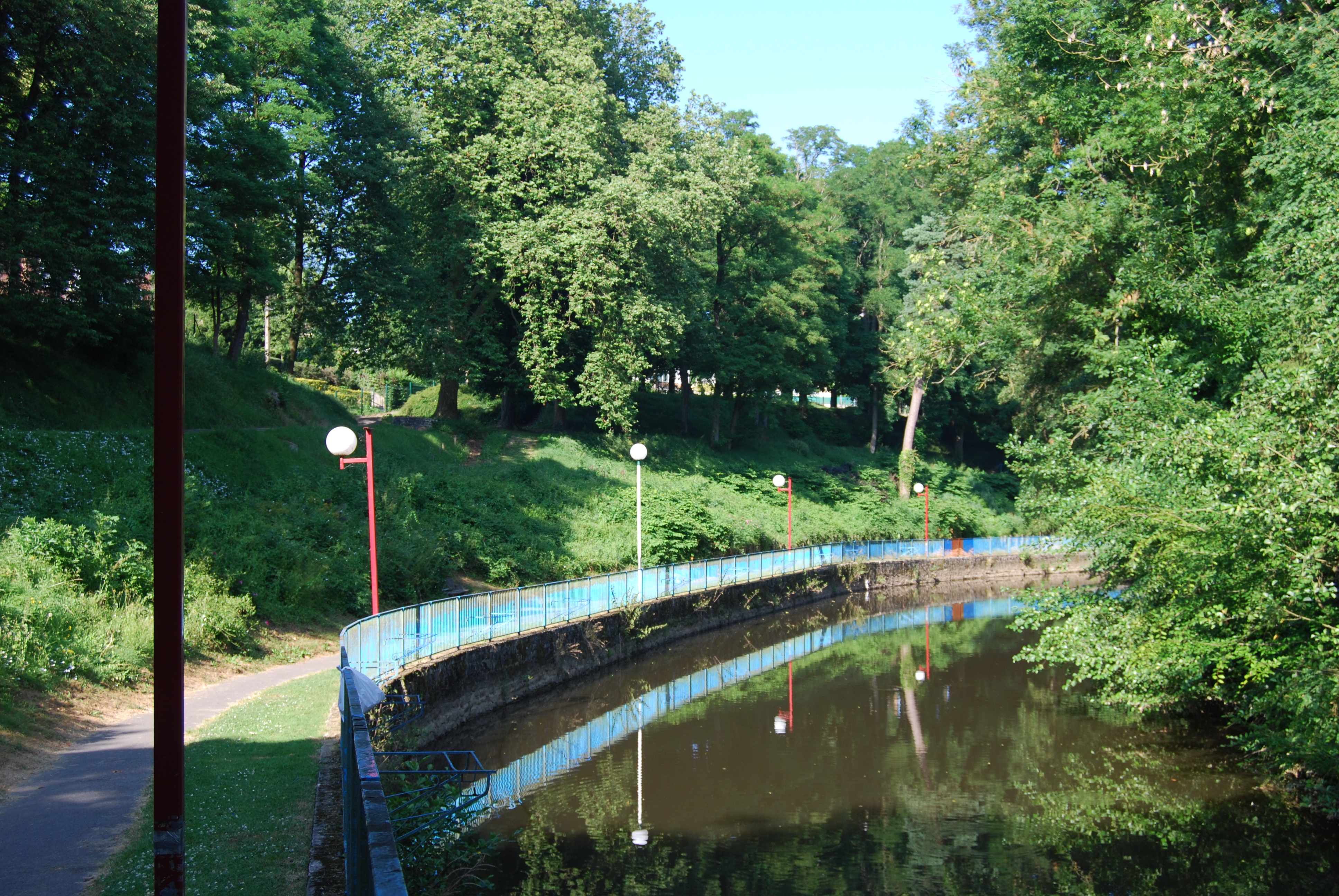
Square Saint-Nazaire avec le Gland.

### Parcs et squares
Square Saint-Nazaire (surnommé « Les Gradins »)
Situé entre la rue du Hautbert et la rivière le Gland.

### Personnalités liées à la commune
- Jacques Ier d'Avesnes (1...-1191) signa la charte d'Hirson en 1156[57].
- Hugues d'Hirson (1..-1242)[46], abbé général et fondateur de la bibliothèque de Prémontré.
- Pierre Poulet, jurisconsulte renommé du XVIIe siècle.
- Jacques Joseph Ducarne de Blangy (1728-1808), agronome et inventeur.
- Jean-Antoine Brisset (1784-1856), docteur en médecine, ancien chirurgien-major sous le Premier Empire, chevalier de la Légion d'honneur, fondateur de l'hôpital qui porte son nom[88],[89].
- Joseph Baudelot (1804-1861), député, chevalier de la Légion d'honneur.
- Louis Auguste Napoléon Rousseau (1812-1887)[59], docteur en médecine, maire d'Hirson, membre du conseil général de l'Aisne, président de la Commission départementale de l'Aisne, nommé juge de paix du canton d'Hirson après la révolution de 1848, correspond de la Société archéologique et historique de Vervins et de la Thiérache, chevalier de la Légion d'honneur, filleul de Jean-Antoine Brisset.
- Alfred Desmasures (1832-1893), journaliste, écrivain, essayiste et historien, correspondant de la Société archéologique et historique de Vervins et de la Thiérache.
- Edouard Poudavigne (1837-1900)[90], ancien vice-consul de France à Guayaquil (Équateur), chevalier de la Légion d'honneur[91].
- Aimé Bonna (1855-1930), ingénieur et industriel français, fondateur de l'église Sainte-Thérèse-de-l'Enfant-Jésus, chevalier de la Légion d'honneur.
- Émile Villemant (1863-1934), député, sénateur et ancien maire, chevalier de la Légion d'honneur.
- Jules Decamp père (1863-1945), ancien maire et ancien conseiller général de l'Aisne, officier de la Légion d'honneur[92].
- Gustave Macon (1865-1930), premier conservateur-adjoint du musée Condé.
- Auguste Labouret (1871-1964), maître-verrier et mosaïste, vécut au musée d'Hirson.
- Henri Bourrillon, plus connu sous son pseudonyme de Pierre Hamp (1876-1962), écrivain français, qui fut sous-chef de gare d'Hirson.
- Jules Decamp fils (1886-1965), général de corps d'armée, commandeur de la Légion d'honneur, chef de cabinet du ministre de la Défense Édouard Daladier, fils du maire Jules Decamp (éponyme).
- Paul Codos (1896-1960), aviateur, recordman du monde de distance, citoyen hirsonnais de 1919 à 1946[93].
- Louis-Raymond Fischer (1898-1988), architecte et ancien maire d'Hirson.
- Jean Mermoz (1901-1936), aviateur, interne à l'École supérieure professionnelle en 1913[94].
- Joubert Philips (1910-1944)[95], employé SNCF, résistant FFI, "Mort pour la France" à Santes (Nord).
- Charles Bourgeois (1917-1976), poète.
- Daniel Carpentier (1927-2004), ancien joueur international de football français.
- Jean-Luc Pérat (1950-), député.
- Dominique Dropsy (1951-2015), ancien joueur international de football français, troisième recordman de matches joués en première division française.
- Patrick Simon (1951-), ancien footballeur professionnel.
- Jean-Luc Leduc (1954-), ancien footballeur.
- Kit Armstrong (1992-), pianiste virtuose, compositeur.
- Guy Gonthier, chanteur du 45 tours Ô Chauny comme tu es jolie ! (1968, label Riviera). Est décédé et repose à Hirson[réf. nécessaire].
- Romain Hary (1984-2020), journaliste du Petit Journal de Canal+.
- Nicolas Cocaign (1971-) dit le « cannibale de Rouen », est né à Hirson.

### Héraldique
| Blason de Hirson | Blason  | D'azur au château de trois tours d'argent, maçonné de sable, posé sur une terrasse d'argent. Ornements extérieursCroix de guerre 1914-1918 |
| Blason de Hirson | Détails | Adopté par la municipalité en 1894. |

### Galerie de photos anciennes

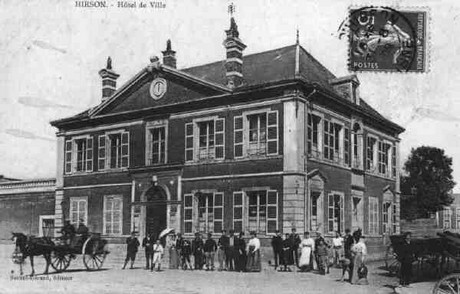
Ancien hôtel de ville.
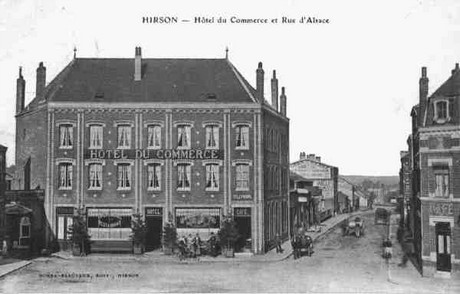
Hôtel du commerce et rue d'Alsace.
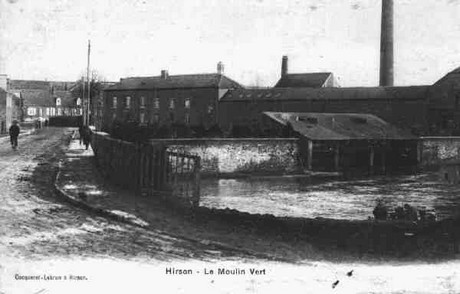
Le Moulin Vert construit en 1839. Le nom Vert vient de la blouse de son propriétaire, M. Baudmont.
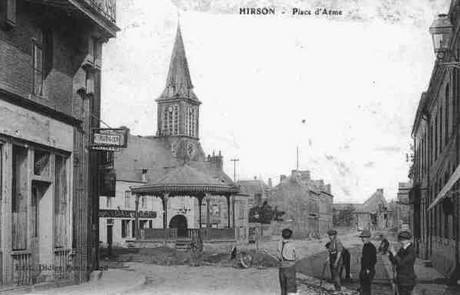
Place d'Arme, devenue place Villemant.
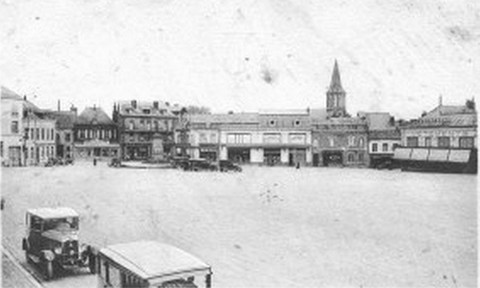
Place Victor-Hugo.
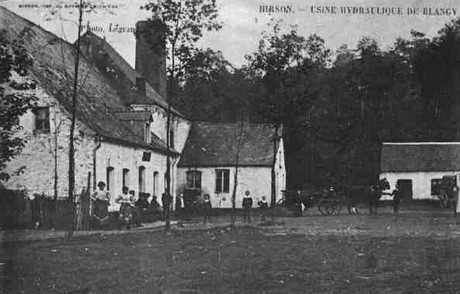
Usine hydraulique de Blangy.
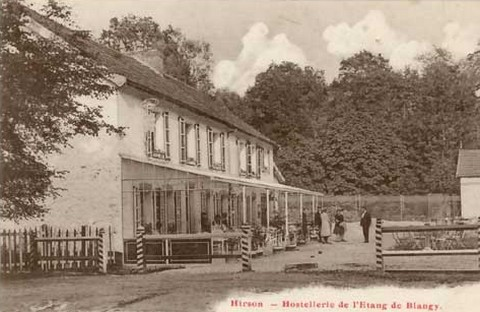
Hostellerie de l'Étang de Blangy.
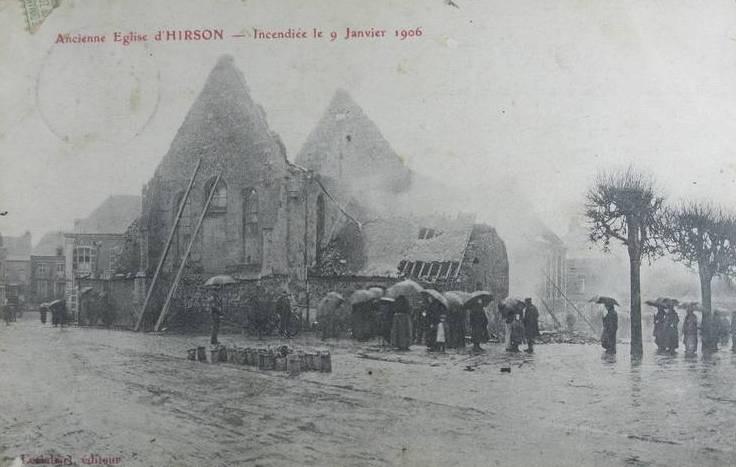
Ancienne église Incendiée en 1906 sur la place Victor-Hugo.
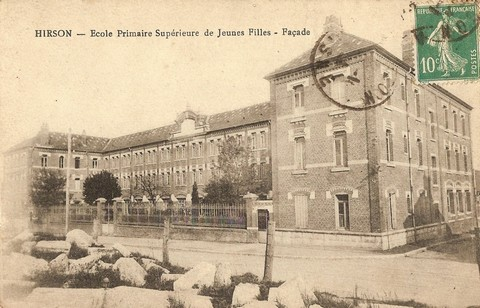
École primaire supérieure de jeunes filles.
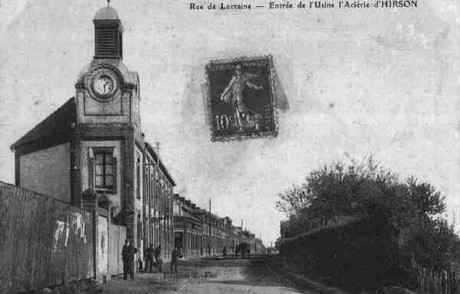
Entrée de l'Usine D'Aciérie (établie en 1882), rue de Lorraine.
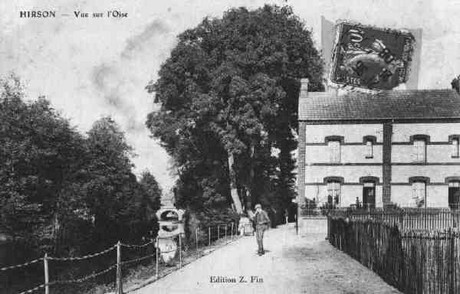
Vue sur l'Oise.